# 26 april
26 april is de 116de dag van het jaar (117de dag in een schrikkeljaar) in de gregoriaanse kalender. Hierna volgen nog 249 dagen tot het einde van het jaar.

## Gebeurtenissen
- Algemeen
  - 1336 - Eerste toeristische bergbeklimming: de Italiaanse dichter Francesco Petrarca beklimt samen met zijn broer de Mont Ventoux.
  - 1478 - Pazzi-samenzwering: onder de H.Mis in de Santa Maria del Fiore wordt een aanslag gepleegd op de gebroeders De Medici. Lorenzo I de' Medici weet te ontsnappen maar Giuliano di Piero de’ Medici wordt vermoord.
  - 1655 - Ernst Casimir van Nassau-Weilburg wordt opgevolgd door zijn zoon Frederik.
  - 1904 - De Bell Telephone Company vestigt zich in Antwerpen.
  - 1935 - Het Nationaal Park De Hoge Veluwe wordt gesticht.
  - 1945 - Alle Limburgse mijnen worden onder staatsbeheer geplaatst.
  - 1956 - De Schots-Amerikaanse vervoerder Malcolm McLean opent een vrachtdienst met twee containerschepen.
  - 1978 - In Brussel wordt Manneken Pis gestolen.
  - 1986 - Nabij de Oekraïense plaats Tsjernobyl vindt een kernramp plaats.
  - 1994 - Op de Japanse luchthaven Nagoya verongelukt een Chinese Airbus, 264 mensen komen om.[1]
  - 2002 - Een 19-jarige scholier schiet in het Duitse Erfurt 16 mensen dood en pleegt daarna zelfmoord.
  - 2006 - Erkenning van de Vlaamse Gebarentaal door het Vlaams Parlement.
- Economie
  - 2016 - Ambtenaren in Venezuela werken nog maar twee dagen per week, op maandag en dinsdag, zo maakt de socialistische regering bekend. De maatregel is een gevolg van de enorme energiecrisis waar het Zuid-Amerikaanse land mee kampt.
  - 2023 - De Britse toezichthouder Competition and Markets Authority maakt bekend bezwaar te hebben tegen de voorgenomen overname van computerspelontwikkelaar Activision Blizzard door Microsoft. Volgens de organisatie beperkt de overname de concurrentie in de groeimarkt van computerspellen te veel en zou de overname kunnen leiden tot een beperking van keuzevrijheid voor spelers van computerspellen.[2]
- Media
  - 2010 - Birgit Donker kondigt aan haar functie als hoofdredacteur van NRC Handelsblad per 1 juli neer te leggen.
- Oorlog
  - 1937 - Het Spaanse stadje Guernica wordt door Duitse bombardementen vrijwel van de kaart geveegd.
- Politiek
  - 2016 - De Venezolaanse oppositie begint handtekeningen te verzamelen voor een afzettingsprocedure tegen president Nicolás Maduro, die gezien wordt als een socialistische autocraat.
  - 2017 - Venezuela kondigt aan uit de Organisatie van Amerikaanse Staten (OAS) te stappen, na een lidmaatschap van meer dan 65 jaar.
  - 2019 - Politica Anne-Wil Duthler is door haar partij de VVD gedwongen om de Eerste Kamerfractie te verlaten. Onder meer als gevolg van onderzoek Follow the Money. Duthler weigert echter op te stappen.
  - 2021 - Op verzoek van de Tweede kamer publiceerde het demissionaire kabinet-Rutte III de staatsgeheime notulen van ministerraden die eerder aan de parlementaire ondervragingscommissie kinderopvangtoeslagaffaire waren verstrekt.
- Religie
  - 1773 - Paus Clemens XIV creëert twee nieuwe kardinalen, onder wie de Italiaanse curieprelaat Giovanni Angelo Braschi.
  - 1931 - Bisschopswijding van Leo Kierkels, Nederlands apostolisch delegaat in Brits-Indië, door kardinaal Willem Marinus van Rossum.
- Sport
  - 1920 - Canada verslaat Zweden met 12-1 in de finale van het olympische demonstratietoernooi ijshockey in Antwerpen, en wordt daarmee de eerste officiële wereldkampioen.
  - 1986 - De Nederlandse wielrenner Steven Rooks wint de 21ste editie van de Amstel Gold Race.
  - 1997 - Bjarne Riis wint de 32ste editie van de Amstel Gold Race.
  - 2000 - Het Andorrees voetbalelftal behaalt de grootste overwinning uit haar geschiedenis. De ploeg wint in een vriendschappelijk duel op eigen veld met 2-0 van Wit-Rusland.
  - 2002 - Moumouni Dagano van Racing Genk wint voor de eerste keer de Ebbenhouten Schoen als beste voetballer van Afrikaanse afkomst in de Belgische Jupiler Pro League.
  - 2015 - De Spanjaard Alejandro Valverde wint de 101e editie van de wielerwedstrijd Luik-Bastenaken-Luik, vier dagen daarvoor won hij ook al de Waalse Pijl.

- Wetenschap en technologie
  - 1962 - Het Verenigd Koninkrijk lanceert de satelliet Ariel 1 met een Amerikaanse Thor-Delta raket en is hiermee het derde land dat een satelliet in een baan om de Aarde heeft. De satelliet is gebouwd in de Verenigde Staten.[3]
  - 2023 - Lancering van SpaceShipTwo VSS Unity van Virgin Galactic vanonder een draagvliegtuig voor de suborbitale Unity 24 missie met als doel het testen van technologie.[4]

## Geboren

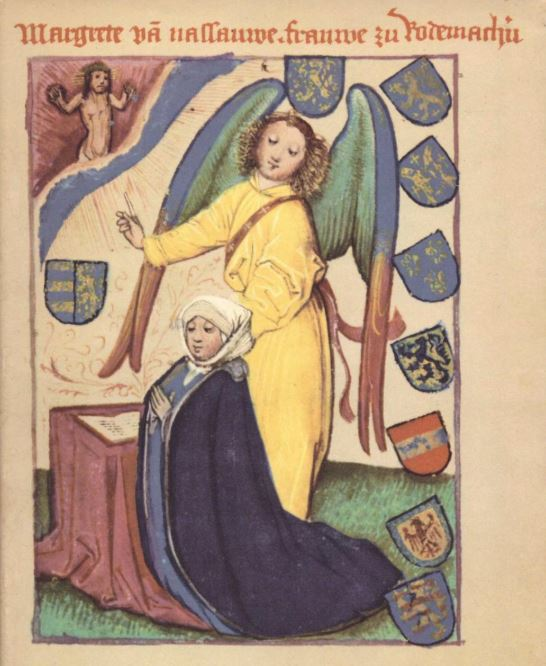
Margaretha van Nassau-Weilburg
geboren in 1426

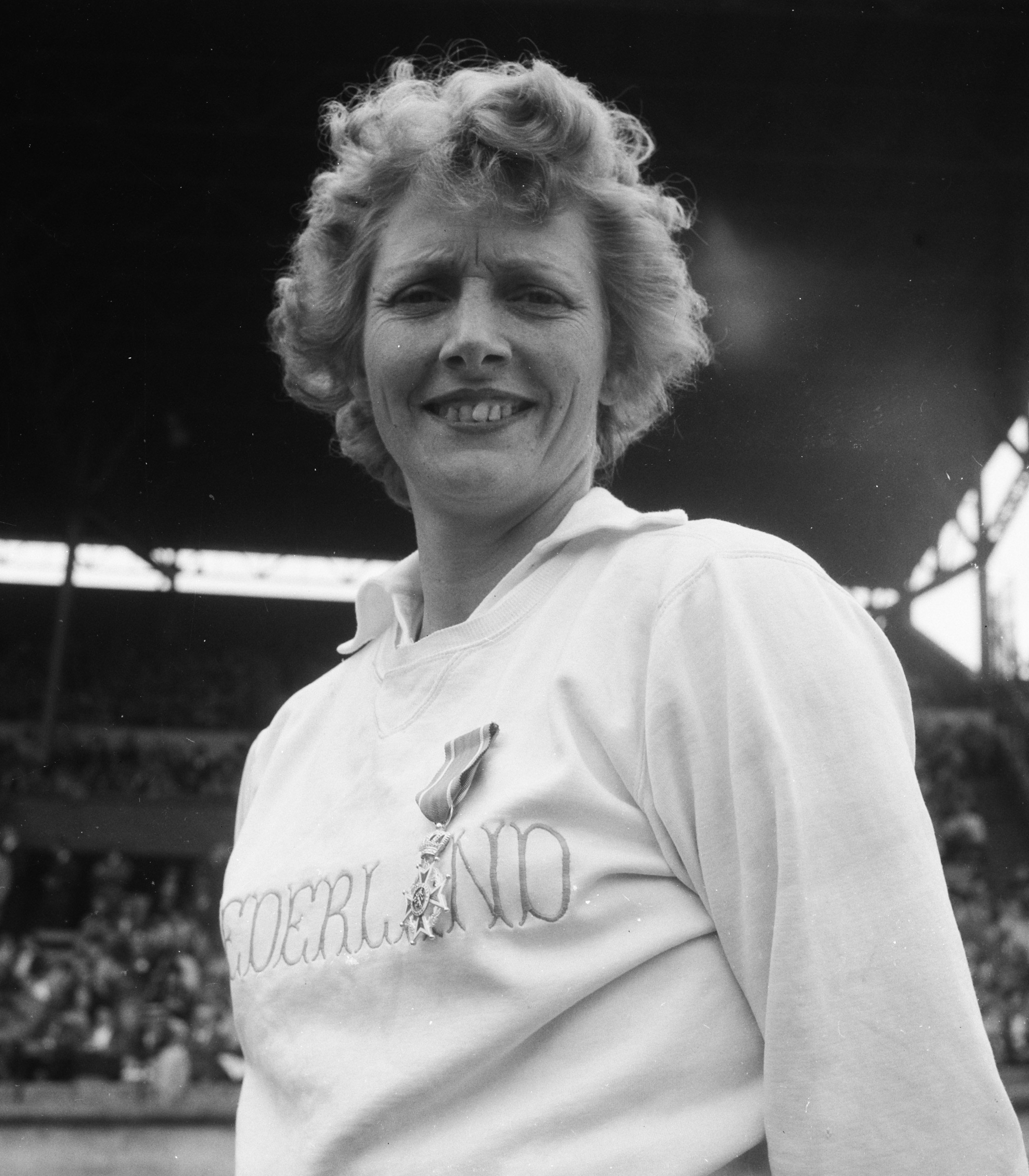
Fanny Blankers-Koen
geboren in 1918

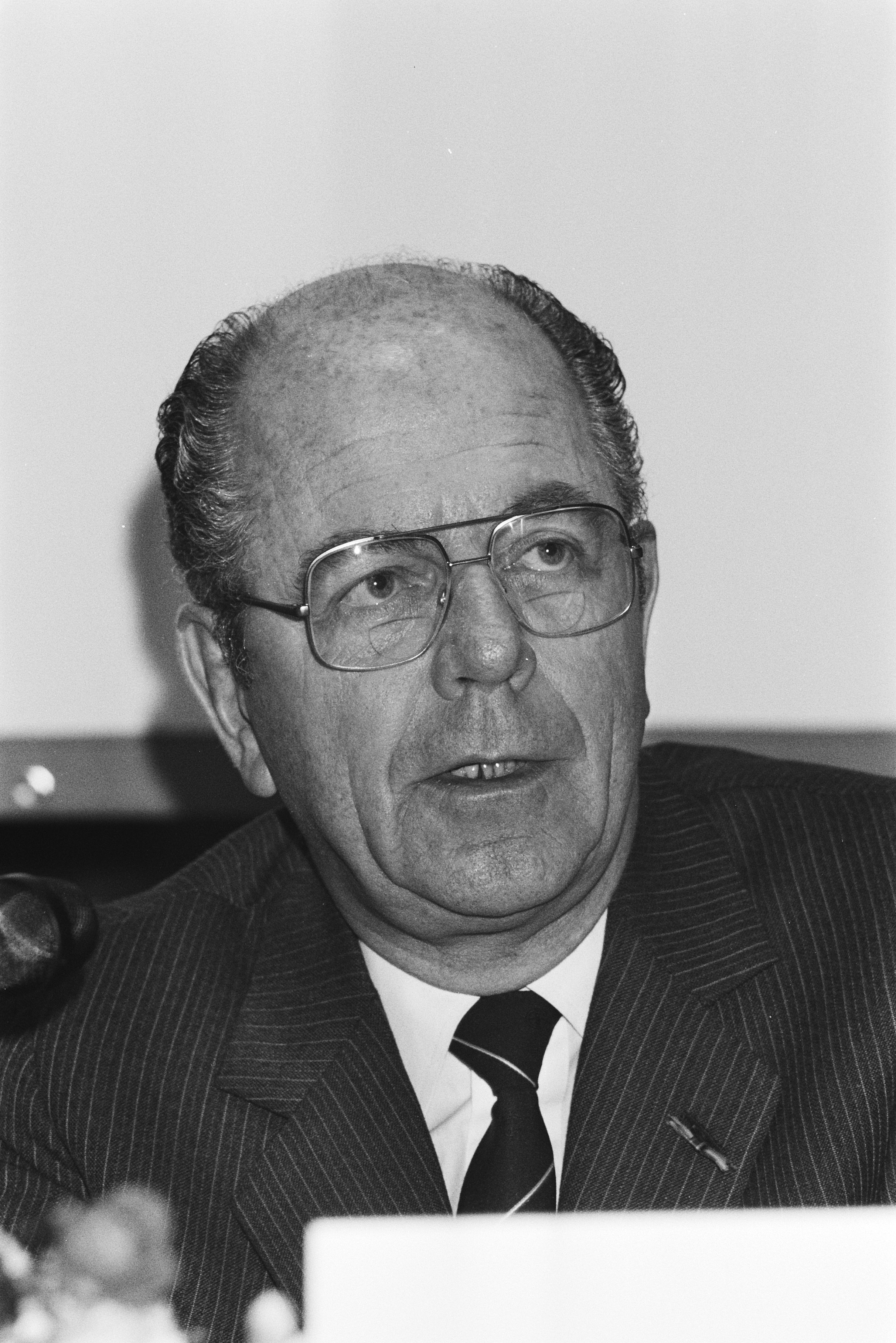
Wisse Dekker
geboren in 1924

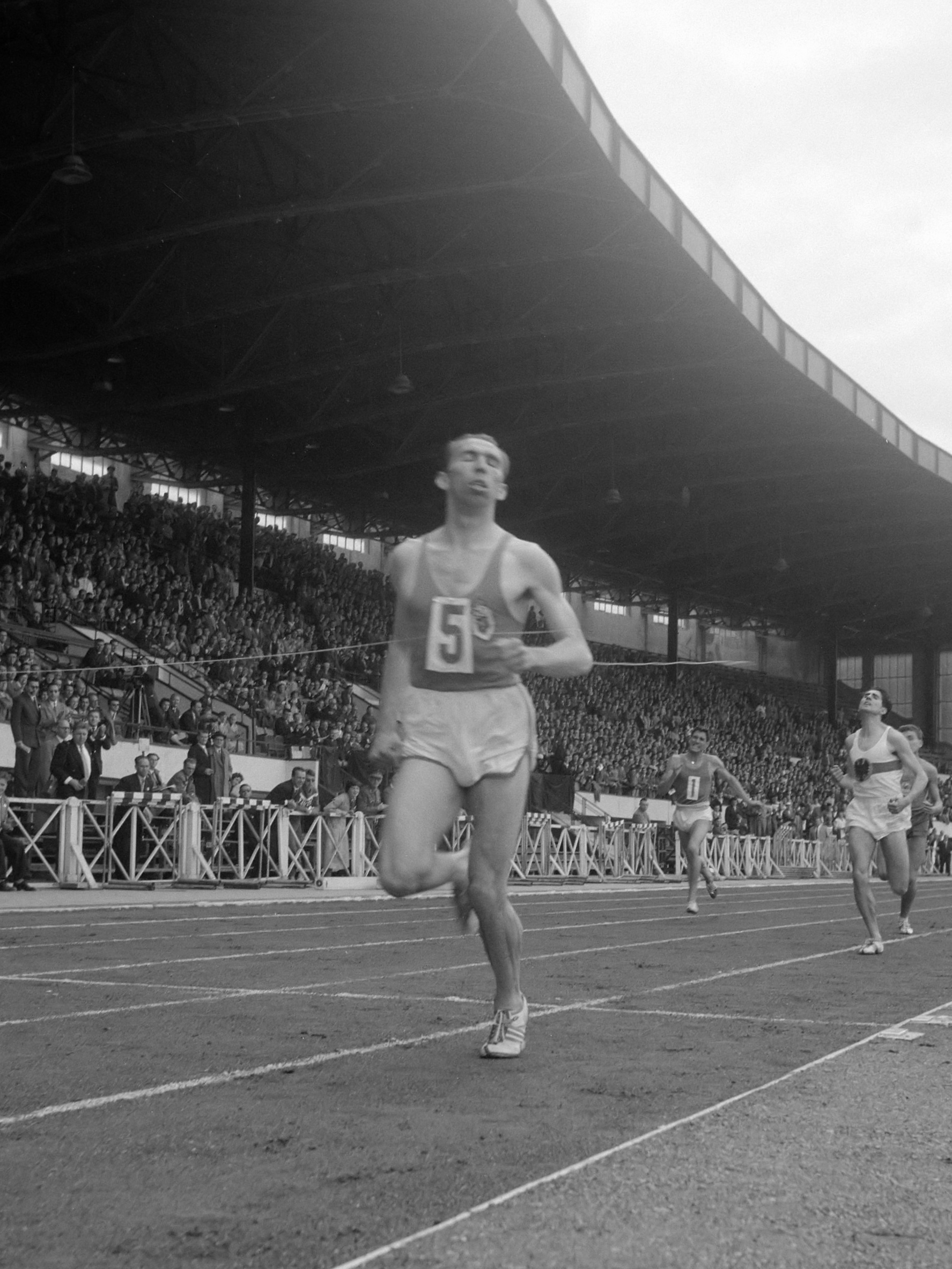
Roger Moens
geboren in 1930

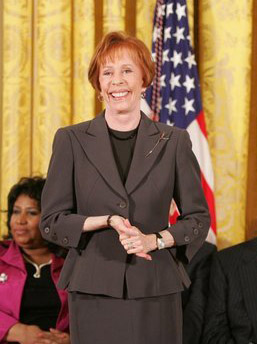
Carol Burnett
geboren in 1933

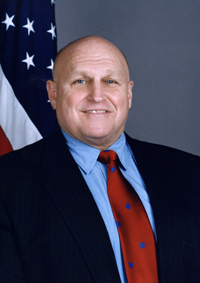
Richard Armitage
geboren in 1945

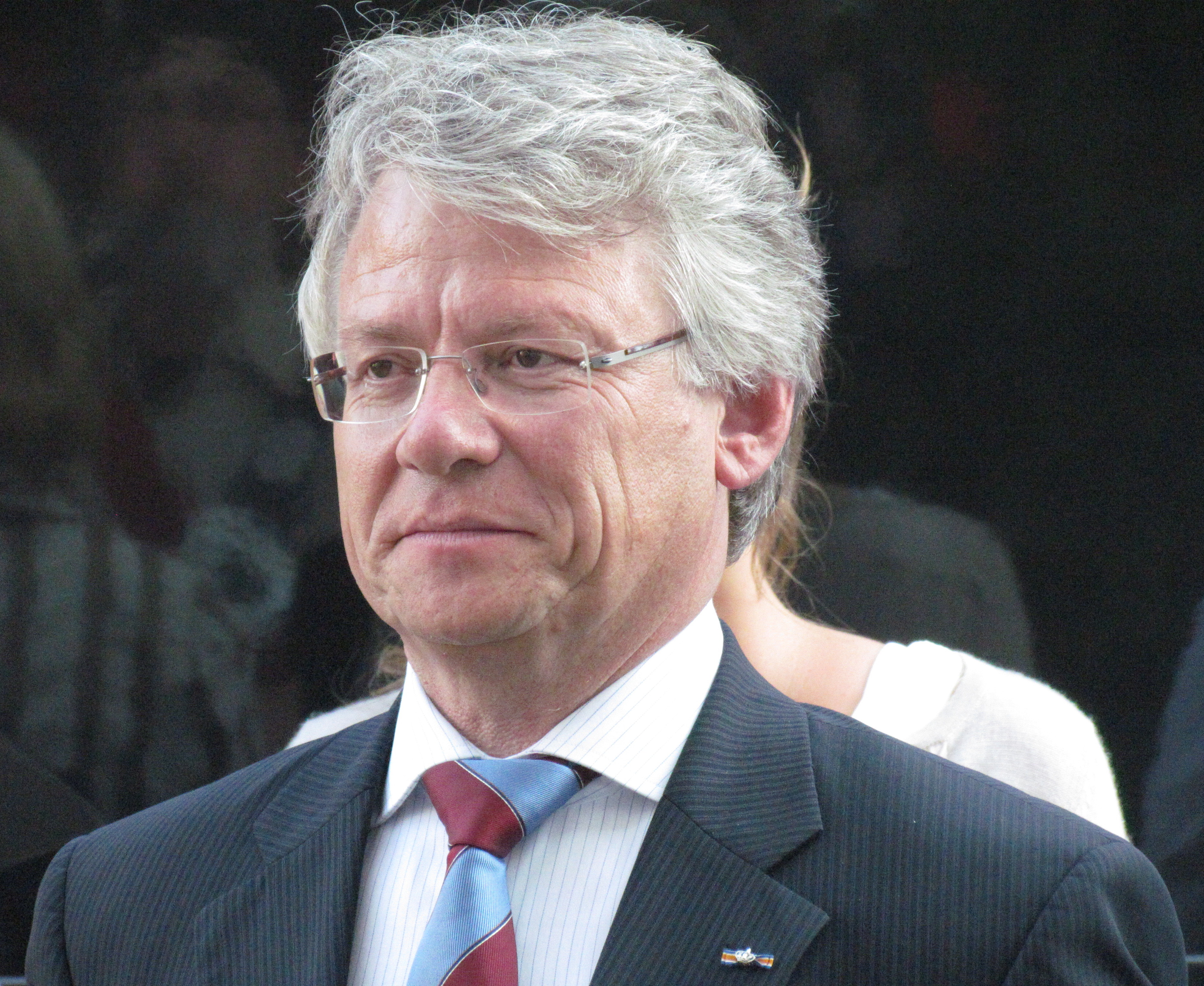
John Berends
geboren in 1956

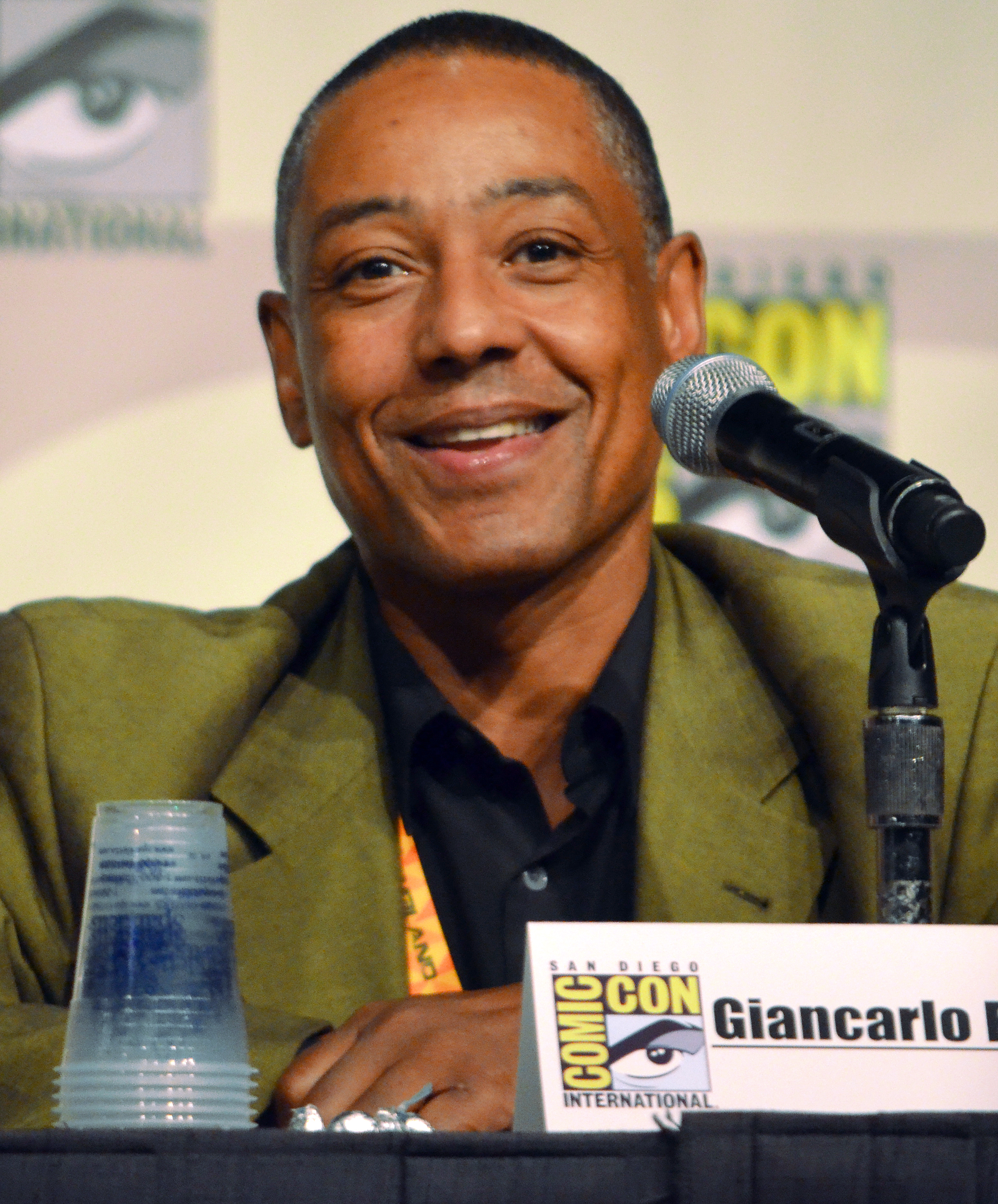
Giancarlo Esposito
geboren in 1958

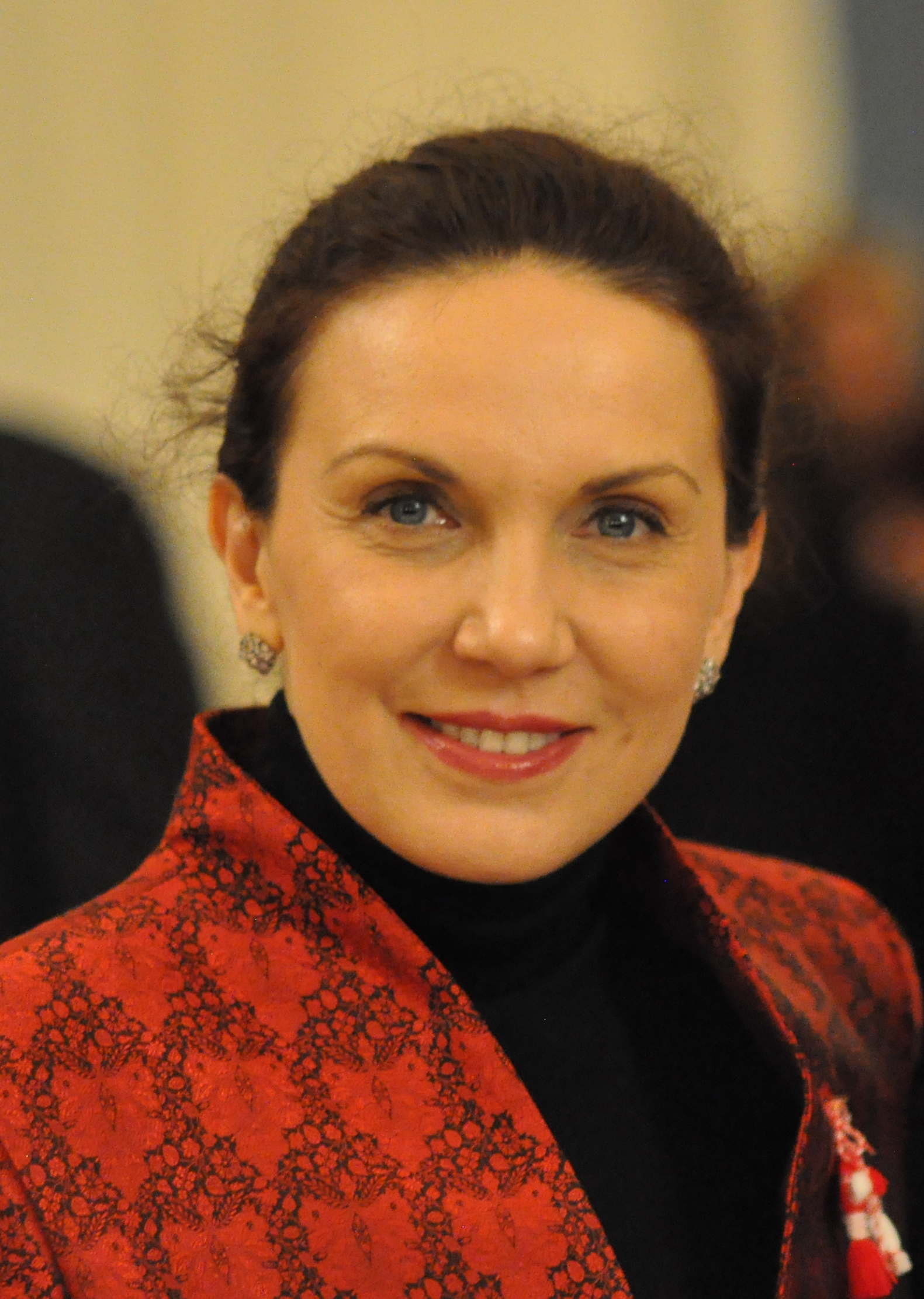
Antonia Parvanova
geboren in 1962

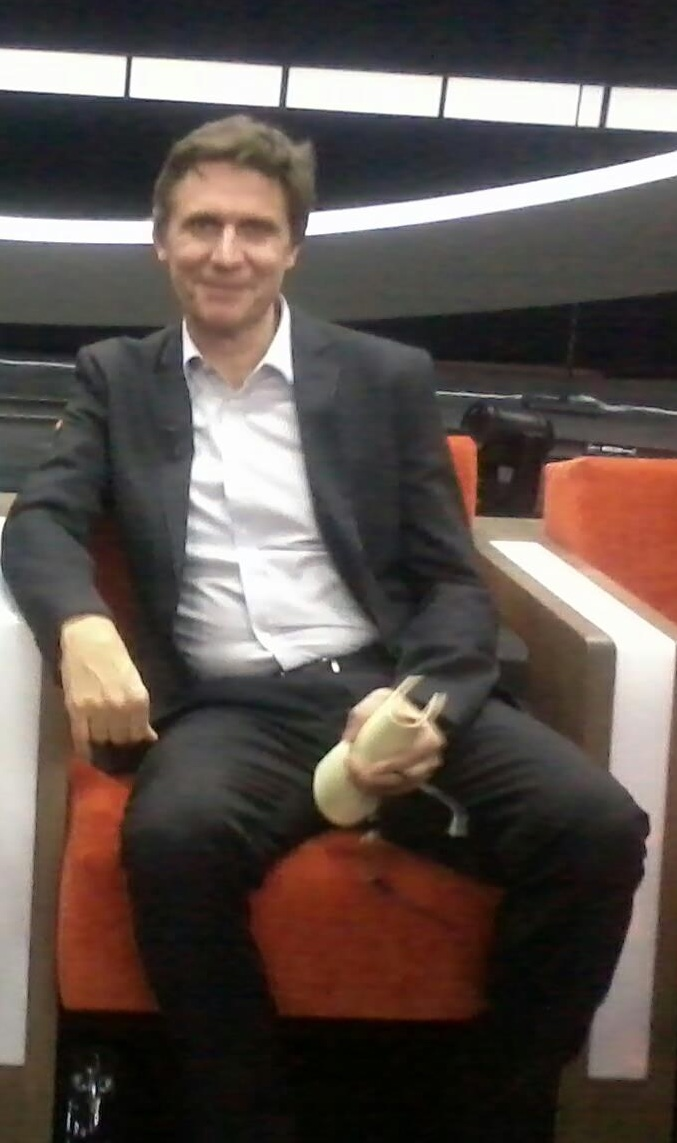
Erik Van Looy
geboren in 1962

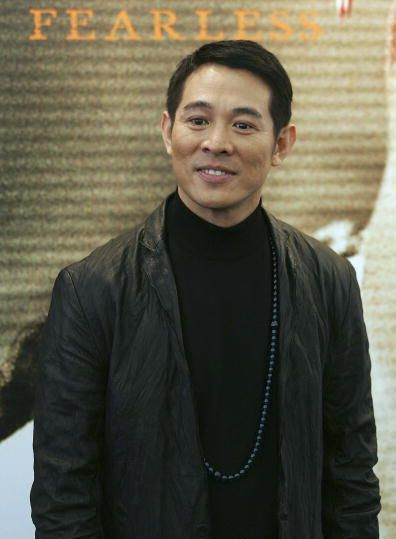
Jet Li
geboren in 1963

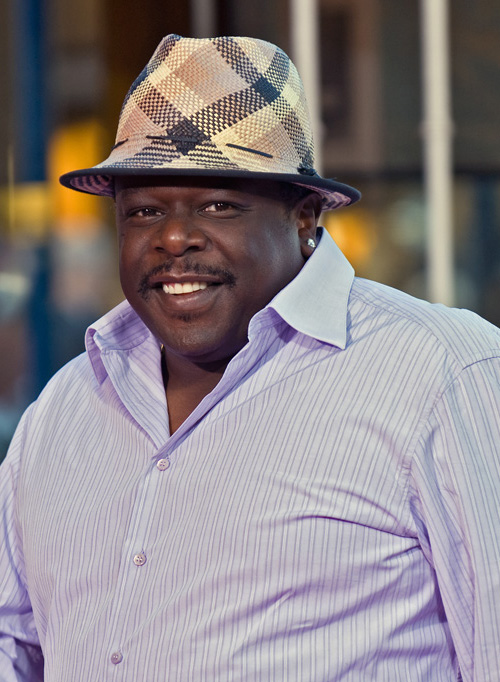
Cedric the Entertainer
geboren in 1964

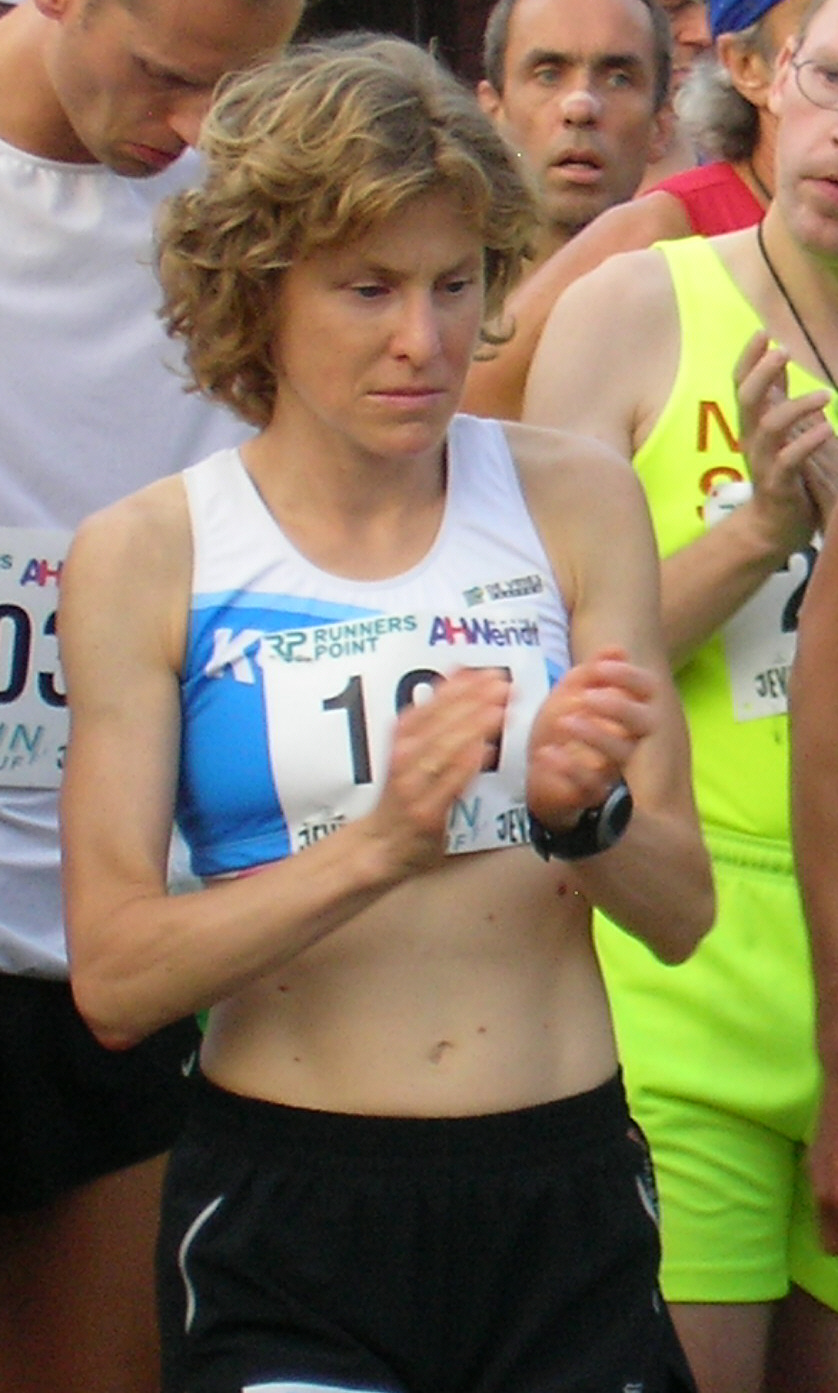
Mariska Kramer-Postma
geboren in 1974

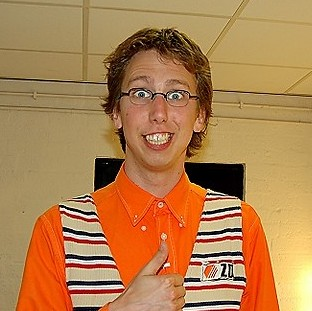
Arijan van Bavel
geboren in 1979

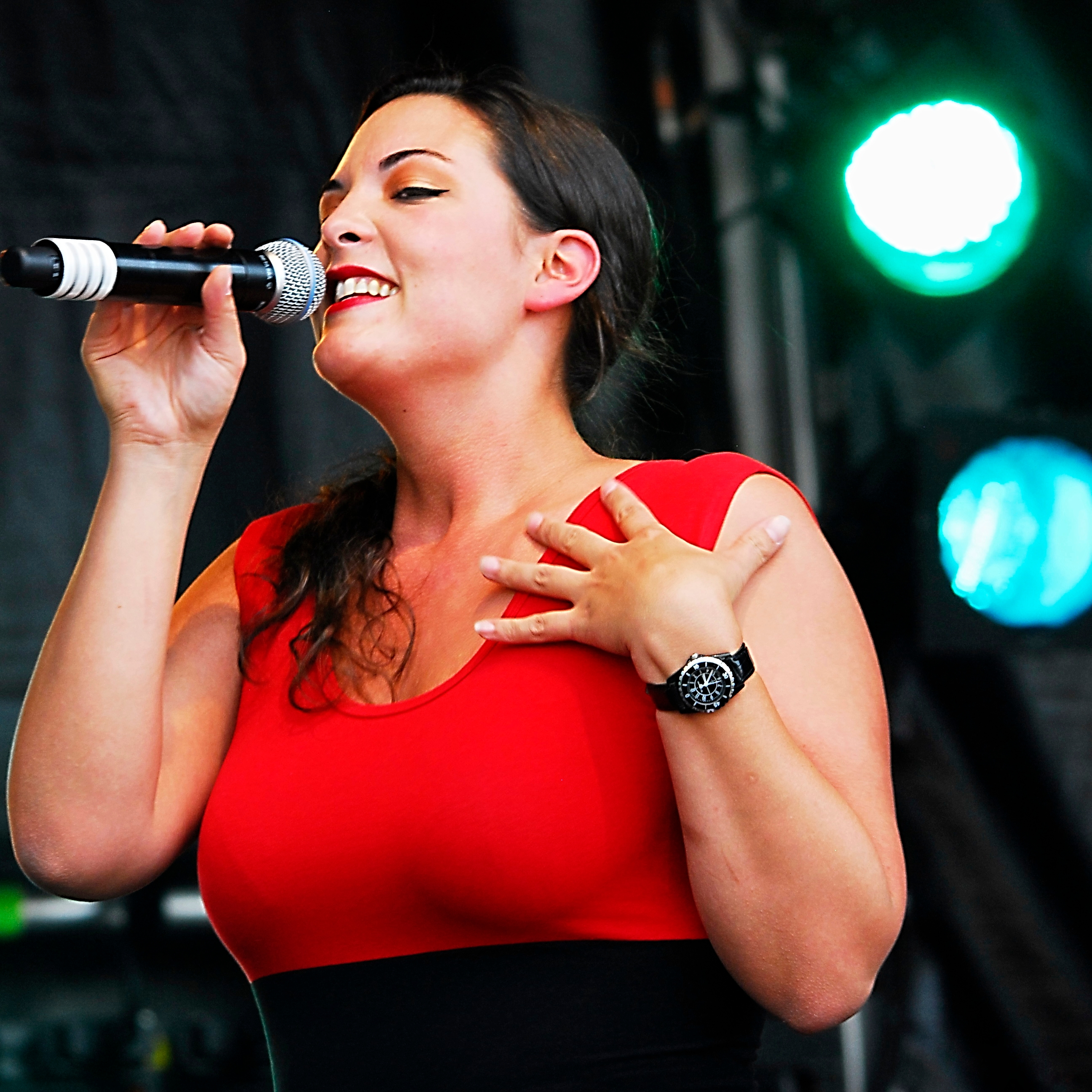
Caro Emerald
geboren in 1981

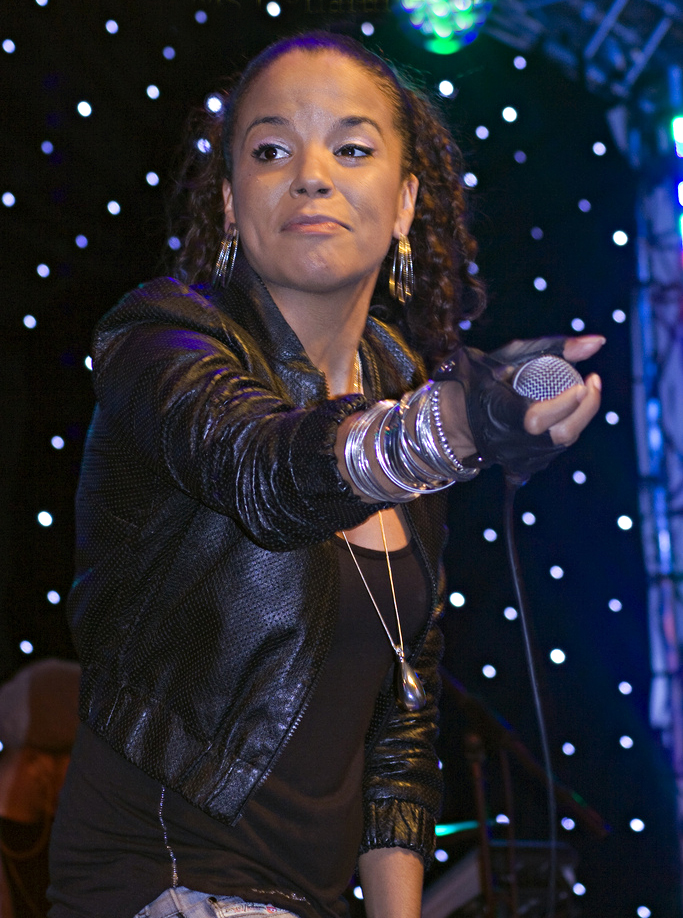
Ms. Dynamite
geboren in 1981

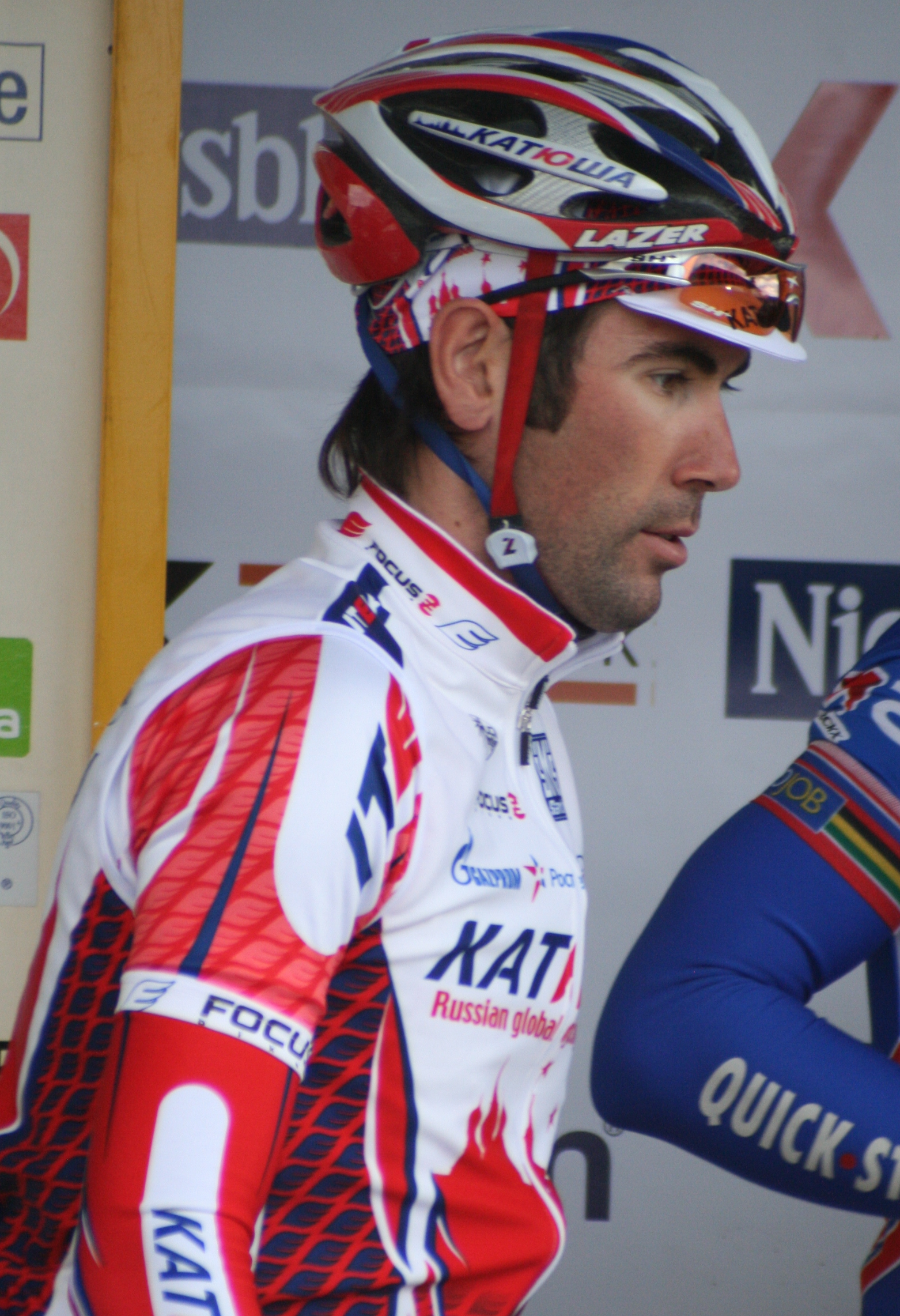
Vladimir Isajtsjev
geboren in 1986

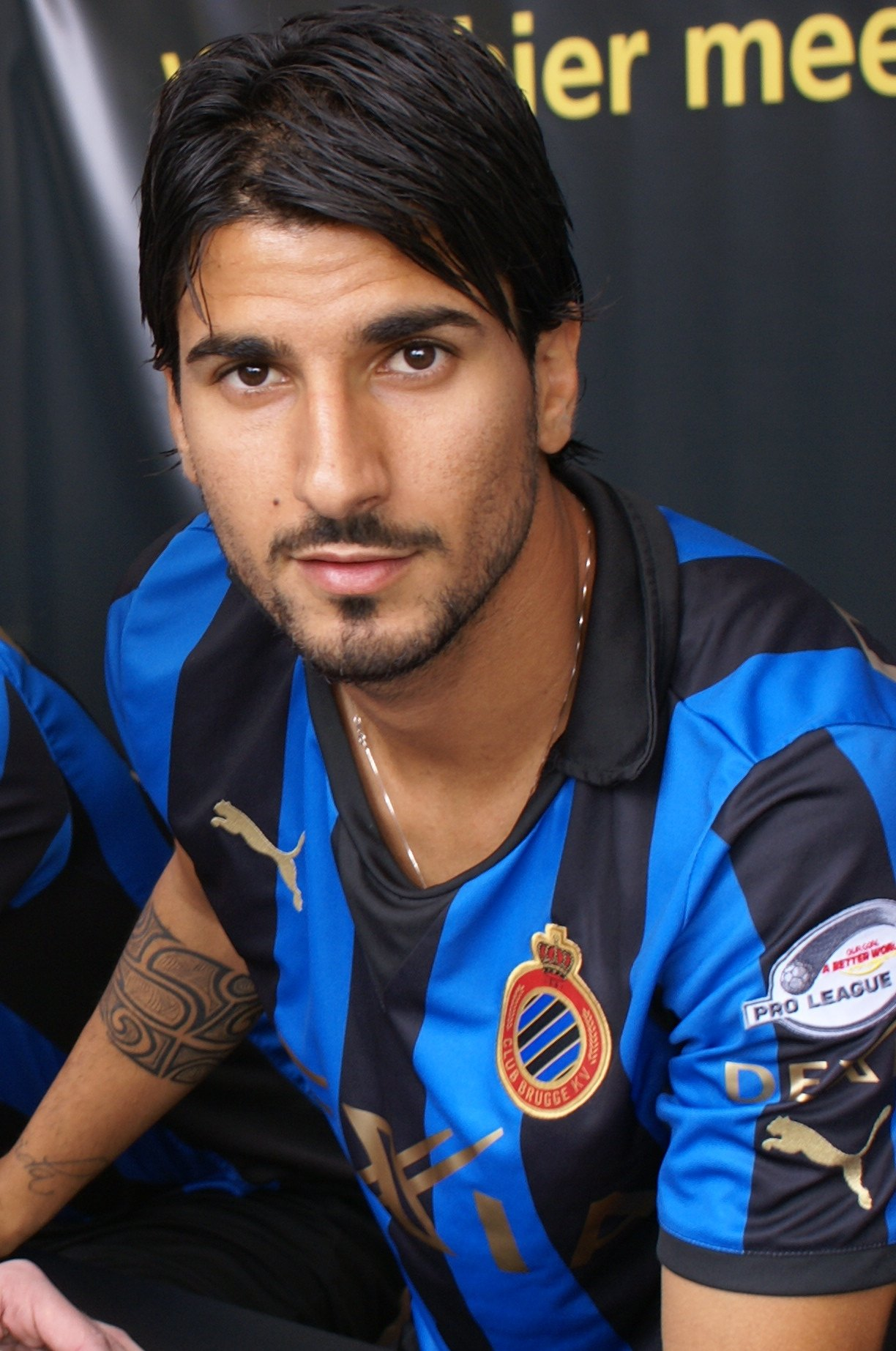
Lior Refaelov
geboren in 1986

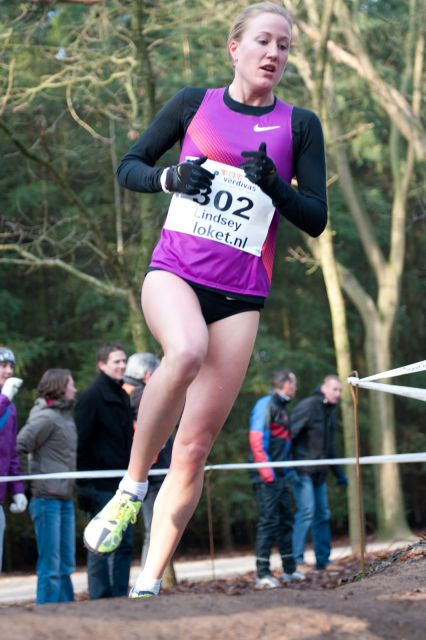
Lindsey De Grande
geboren in 1989

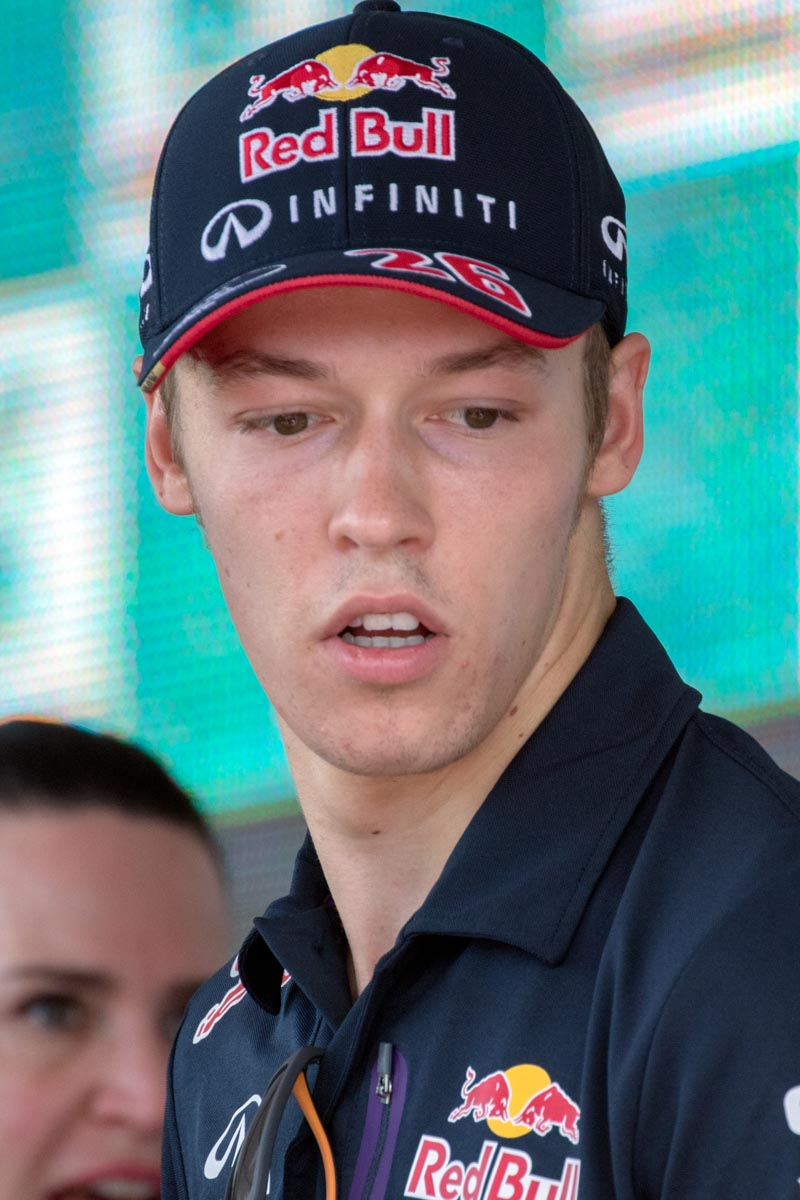
Daniil Kvjat
geboren in 1994

- 121 - Marcus Aurelius, Romeins keizer (overleden 180)
- 1417 - Frederik I van Palts-Simmern, vorst van Palts-Simmern (overleden 1480)
- 1426 - Margaretha van Nassau-Weilburg, Duits aristocratisch boekenverzamelaarster (overleden 1490)
- 1492 - Filips I van Nassau-Wiesbaden, graaf van Nassau-Wiesbaden-Idstein (overleden 1558)
- 1573 - Maria de' Medici, koningin van Frankrijk (overleden 1642)
- 1577 - Elisabeth van Nassau, tweede dochter van Willem van Oranje en diens derde echtgenote Charlotte de Bourbon (overleden 1642)
- 1587 - Ferdinando Gonzaga, hertog van Mantua en Monferrato (overleden 1626)
- 1607 - Johan Christiaan van Sleeswijk-Holstein-Sonderburg, oudste zoon van Alexander van Sleeswijk-Holstein-Sonderburg (overleden 1653)
- 1618 - Francesco Morosini, Venetiaans militair, staatsman en doge van Venetië (overleden 1694)
- 1624 - Johann Leusden, Nederlands calvinistisch theoloog (overleden 1699)
- 1637 - Philip Julius Lichtenberg, Nederlands koloniaal bewindsman (overleden 1678)
- 1640 - Willem Godschalck van Focquenbroch, Nederlands dichter en toneelschrijver (overleden 1670)
- 1640 - Frederik van Nassau-Weilburg, graaf van Nassau-Weilburg (overleden 1675)
- 1642 - Gerardus Croese, Nederlands predikant (overleden 1710)
- 1648 - Peter II van Portugal, koning van Portugal (overleden 1706)
- 1655 - Rinaldo III d'Este, hertog van Modena en Reggio (overleden 1737)
- 1706 - Johannes Burman, Nederlands arts en botanicus (overleden 1779)
- 1711 - David Hume, Schots filosoof en geschiedschrijver (overleden 1776)
- 1711 - Jeanne-Marie Leprince de Beaumont, Frans schrijfster (overleden 1780)
- 1721 - Willem van Cumberland, Brits generaal (overleden 1765)
- 1761 - Johannes Albarda, Nederlands politicus en bestuurder (overleden 1838)
- 1765 - Emma Hamilton, Brits model en maîtresse (overleden 1815)
- 1774 - Leopold von Buch, Duits geoloog en paleontoloog (overleden 1853)
- 1776 - Joan Melchior Kemper, Nederlands politicus (overleden 1824)
- 1780 - Édouard de Villiers du Terrage, Frans ingenieur (overleden 1855)
- 1782 - Marie Amélie van Bourbon-Sicilië, prinses der beide Siciliën, hertogin van Orléans, en koningin der Fransen (overleden 1866)
- 1782 - Charles Goethals, Belgisch generaal (overleden 1851)
- 1783 - Ferdinand van Hessen-Homburg, landgraaf van Hessen-Homburg (overleden 1866)
- 1785 - John James Audubon, Amerikaans schrijver, woudloper, natuuronderzoeker en kunstschilder (overleden 1851)
- 1786 - Louis de Potter, Zuid-Nederlands journalist en politicus (overleden 1859)
- 1787 - Ludwig Uhland, Duits dichter, literatuurwetenschapper, jurist en politicus (overleden 1862)
- 1790 - Eugène de Peellaert, Belgisch burgemeester (overleden 1873)
- 1798 - Pieter Barbiers, Nederlands schilder, docent en lithograaf (overleden 1848)
- 1798 - Eugène Delacroix, Frans schilder uit de Romantiek (overleden 1863)
- 1807 - Pakoeboewono VI van Soerakarta, zesde soesoehoenan van Soerakarta (overleden 1849)
- 1807 - Jan Braet von Überfeldt, Nederlands schilderpedagoog, tekenaar, lithograaf en kunstschilder (overleden 1894)
- 1808 - Jonathan-Raphaël Bischoffsheim, Belgisch bankier, ondernemer, filantroop en senator (overleden 1883)
- 1816 - Eugène Albert, Belgisch muziekinstrumentbouwer (overleden 1890)
- 1820 - Alice Cary, Amerikaans dichteres (overleden 1871)
- 1821 - Charles Poplimont, Belgisch militair, journalist, romanschrijver en genealoog (overleden 1887)
- 1822 - Maria Carolina van Bourbon-Sicilië, prinses der Beide Siciliën (overleden 1869)
- 1822 - Frederick Law Olmsted, Amerikaans landschapsarchitect, journalist en maatschappijcriticus (overleden 1903)
- 1825 - Adolphe du Bois d'Aische, Belgisch volksvertegenwoordiger en burgemeester (overleden 1868)
- 1826 - Rudolf Carel d'Ablaing van Giessenburg, Nederlands uitgever en publicist (overleden 1904)
- 1826 - Frans Coenen, Nederlands componist, violist en conservatoriumdirecteur (overleden 1904)
- 1828 - Henriëtta Hoffman, Nederlands filantroop (overleden 1886)
- 1829 - Theodor Billroth, Duits-Oostenrijks medicus en amateurmusicus (overleden 1894)
- 1834 - Hugo Schiff, Duits scheikundige (overleden 1915)
- 1834 - Astère Vercruysse de Solart, Belgisch industrieel, volksvertegenwoordiger en senator (overleden 1921)
- 1840 - Alexandre Cousebant d'Alkemade, Belgisch militair en minister van Oorlog (overleden 1922)
- 1843 - Paul De Vigne, Belgisch beeldhouwer (overleden 1901)
- 1852 - Alfonso Maria Mistrangelo, Italiaans kardinaal-aartsbisschop van Florence (overleden 1930)
- 1854 - Piebe Belgraver, Nederlands aannemer en architect (overleden 1916)
- 1856 - Henry Morgenthau, Amerikaans jurist, zakenman en politicus (overleden 1946)
- 1859 - Eugène Hambursin, Belgisch volksvertegenwoordiger (overleden 1912)
- 1859 - Nicolaas Michajlovitsj van Rusland, grootvorst van Rusland (overleden 1919)
- 1860 - Alfons Ariëns, Nederlands priester (overleden 1928)
- 1860 - Józef Bilczewski, Pools aartsbisschop (overleden 1923)
- 1861 - Abraham Frans Gips, Nederlands kunstschilder, tekenaar, wandschilder, interieurarchitect, docent, hoogleraar, graficus en boekbandontwerper (overleden 1943)
- 1861 - Rudolf Stöger-Steiner von Steinstätten, Oostenrijks-Hongaars generaal en staatsman (overleden 1921)
- 1862 - Edmund Tarbell, Amerikaans kunstschilder (overleden 1938)
- 1863 - George Auriol, Frans dichter, songwriter, grafisch ontwerper, letterontwerper en art nouveaukunstenaar (overleden 1938)
- 1863 - Arno Holz, Duits schrijver, dichter en toneelschrijver (overleden 1929)
- 1865 - Akseli Gallen-Kallela, Fins schilder (overleden 1931)
- 1866 - Oscar Cornu, Belgisch figuratief kunstschilder (overleden 1939)
- 1866 - Theo Nieuwenhuis, Nederlands tekenaar, aquarellist en kunstenaar (overleden 1951)
- 1872 - William Desmond Taylor, Iers-Amerikaans filmregisseur, acteur en producer (overleden 1922)
- 1873 - Rudolf Willem Johan Cornelis de Menthon Bake, Nederlands jurist en rechter (overleden 1959)
- 1876 - Fridthjov Anderssen, Noors componist en organist (overleden 1937)
- 1877 - Alliot Verdon-Roe, Brits vliegtuigbouwer (overleden 1958)
- 1879 - Felix Eugen Fritsch, Brits fycoloog (overleden 1954)
- 1879 - Owen Willans Richardson, Engels natuurkundige en Nobelprijswinnaar (overleden 1959)
- 1884 - Sigurd Mathisen, Noors schaatser (overleden 1919)
- 1885 - Christine van Meeteren, Nederlands actrice en onderwijzeres (overleden 1973)
- 1885 - Theodoor Jan Stomps, Nederlands botanicus (overleden 1973)
- 1886 - Herman Roegiers, Belgisch brouwer en gemeentelijk politicus (overleden 1969)
- 1888 - Robert Bloch, Frans autocoureur (overleden 1984)
- 1889 - Anita Loos, Amerikaans schrijfster en scenariste (overleden 1981)
- 1889 - Jules Tyck, Belgisch wielrenner en luchtvaartpionier (overleden 1924)
- 1889 - Ludwig Wittgenstein, Oostenrijks-Brits filosoof (overleden 1951)
- 1890 - Edgar Kennedy, Amerikaans komische acteur (overleden in 1948)
- 1892 - Karl Franz, Duits voetballer (overleden 1914)
- 1893 - Theo Bogaerts, Belgisch schrijver (overleden 1971)
- 1894 - Cow Cow Davenport, Amerikaans blues- en boogiewoogiepianist en -zanger (overleden 1955)
- 1894 - Rudolf Hess, Duits nazikopstuk (overleden 1987)
- 1896 - Matthieu van Eysden, Nederlands acteur (overleden 1970)
- 1896 - Johannes Jacobus Poortman, Nederlands filosoof en hoogleraar (overleden 1970)
- 1896 - Ernst Udet, Duits oorlogsvlieger (overleden 1941)
- 1897 - Eddie Eagan, Amerikaans bokser en bobsleeër (overleden 1967)
- 1897 - Douglas Sirk, Duits-Amerikaans filmregisseur (overleden 1987)
- 1898 - Vicente Aleixandre, Spaans dichter (overleden 1984)
- 1898 - Frits van Bemmel, Nederlands tekenaar, illustrator, kunstschilder, boekbandontwerper en ontwerper (overleden 1981)
- 1900 - Roberto Arlt, Argentijns schrijver (overleden 1942)
- 1900 - Charles Richter, Amerikaans seismoloog (overleden 1985)
- 1900 - Dirk Schermerhorn, Nederlands ingenieur (overleden 1937)
- 1904 - Paul-Émile Léger, Canadees geestelijke (overleden 1991)
- 1904 - August Mortelmans, Belgisch wielrenner (overleden 1985)
- 1905 - Jean Vigo, Frans filmmaker (overleden 1934)
- 1906 - Ernst Ludwig Uray, Oostenrijks componist en muziekpedagoog (overleden 1988)
- 1907 - Theun de Vries, Nederlands schrijver en dichter (overleden 2005)
- 1909 - Carl Christian Friedrich Gordijn, Nederlands hoogleraar (overleden 1998)
- 1909 - Luigi Marchisio, Italiaans wielrenner (overleden 1992)
- 1909 - Johannes van der Poel, Nederlands predikant (overleden 1981)
- 1909 - Marie Stevens, Belgisch atlete (overleden ?)
- 1910 - Erland von Koch, Zweeds componist, muziekpedagoog, dirigent, organist en pianist (overleden 2009)
- 1910 - Ruan Lingyu, Chinees acteur (overleden 1935)
- 1912 - A.E. van Vogt, Amerikaans sciencefiction-schrijver (overleden 2000)
- 1913 - Erkki Itkonen, Fins academicus en finoegrist (overleden 1992)
- 1913 - Ybe van der Wielen, Nederlands beeldhouwer en schilder (overleden 1999)
- 1914 - Bernard Malamud, Amerikaans schrijver (overleden 1986)
- 1915 - Joseph Zobel, Martinikaans-Frans prozaschrijver (overleden 2006)
- 1916 - George Tuska, Amerikaans striptekenaar (overleden 2009)
- 1916 - Primo Volpi, Italiaans wielrenner (overleden 2006)
- 1916 - Morris West, Australisch schrijver (overleden 1999)
- 1917 - Rini Otte, Nederlands actrice, illustrator, tekenares en beeldhouwster (overleden 1991)
- 1917 - Ieoh Ming Pei, Chinees-Amerikaans architect (overleden 2019)
- 1918 - Fanny Blankers-Koen, Nederlands atlete (overleden 2004)
- 1919 - Antoon Mortier, Belgisch kunstenaar (overleden 2016)
- 1920 - Auke Beckeringh van Rhijn, Nederlands politicus (overleden 2017)
- 1920 - Padú Lampe, Arubaans componist, schrijver en kunstschilder (overleden 2019)
- 1921 - Jimmy Giuffre, Amerikaans componist, arrangeur en muzikant (overleden 2008)
- 1921 - Maria Clara Lobregat, Filipijns politicus (overleden 2004)
- 1921 - François Picard, Frans autocoureur (overleden 1996)
- 1921 - Pierre Pierlot, Frans hoboïst (overleden 2007)
- 1921 - Carel Swinkels, Nederlands dichter, journalist en prozaschrijver (overleden 1996)
- 1922 - Pol Bury, Belgisch beeldhouwer en kunstschilder (overleden 2005)
- 1922 - Margreet van Hoorn, Nederlands schrijfster van familieromans (overleden 2010)
- 1923 - Fred Ormskerk, Surinaams militair (overleden 1980)
- 1923 - Frans Van Mechelen, Belgisch politicus (overleden 2000)
- 1924 - Wisse Dekker, oud-Philipstopman (overleden 2012)
- 1924 - Teddy Edwards, Amerikaans tenorsaxofonist en orkestleider (overleden 2003)
- 1924 - Guy Môquet, Frans communistisch verzetsstrijder (overleden 1941)
- 1925 - Michele Ferrero, Italiaans ondernemer (overleden 2015)
- 1925 - Jørgen Ingmann, Deens gitarist (overleden 2015)
- 1925 - Gerhard Matthes, Duits componist en dirigent (overleden 2000)
- 1926 - Ward Leemans, Belgisch politicus (overleden 1998)
- 1927 - Johan van Dommele, Nederlands organist (overleden 2024)
- 1927 - Michel Kervaire, Zwitsers wiskundige (overleden 2007)
- 1927 - Joaquín Gamboa Pascoe, Mexicaans vakbondsleider en politicus (overleden 2016)
- 1927 - Robert Robinson, Amerikaans basketballer (overleden 2022)
- 1929 - Herman Le Compte, Belgisch dokter (overleden 2008)
- 1930 - Samuel Jonker, Nederlands zakenman, verzekeraar en mecenas (overleden 2009)
- 1930 - Roger Moens, Belgisch atleet, sportjournalist en politiefunctionaris
- 1930 - Lodewijk Woltjer, Nederlands astronoom (overleden 2019)
- 1931 - Bernie Brillstein, Amerikaans filmproducer (overleden 2008)
- 1932 - Nodar Gvacharia, (Sovjet)Russisch waterpolospeler (overleden 1996)
- 1932 - Francis Lai, Frans componist en accordeonist (overleden 2018)
- 1932 - Michael Smith, Canadees biochemicus en Nobelprijswinnaar (overleden 2000)
- 1932 - Rik Vandekerckhove, Belgisch politicus (overleden 1990)
- 1933 - Carol Burnett, Amerikaans actrice
- 1933 - Rosemary De Angelis, Amerikaans actrice (overleden 2020)
- 1933 - Ilkka Kuusisto, Fins componist (overleden 2025)
- 1933 - Arno Allan Penzias, Amerikaans natuurkundige en Nobelprijswinnaar (overleden 2024)
- 1933 - Emil Reinecke, Duits wielrenner (overleden 2011)
- 1934 - Raf Coorevits, Belgisch kunstschilder
- 1935 - Cor Dam, Nederlands beeldend kunstenaar (overleden 2019)
- 1937 - Jean-Pierre Beltoise, Frans motor- en autocoureur (overleden 2015)
- 1937 - Gus Hutchison, Amerikaans autocoureur
- 1937 - Haílton Corrêa de Arruda (Manga), Braziliaans voetballer (overleden 2025)
- 1938 - Manuel Blum, Amerikaans theoretisch informaticus
- 1938 - Duane Eddy, Amerikaans gitarist (overleden 2024)
- 1939 - Al Capps, Amerikaans muziekproducent, arrangeur, songwriter, vocalist en multi-instrumentalist (overleden 2018)
- 1940 - Giorgio Moroder, Italiaans componist en zanger
- 1941 - Claudine Auger, Frans actrice (overleden 2019)
- 1941 - Guy Mathot, Waals politicus (overleden 2005)
- 1942 - Mojmír Bártek, Tsjechisch componist, dirigent en trombonist
- 1942 - Manfred Korfmann, Duits archeoloog (overleden 2005)
- 1942 - Lidy van Marissing, Nederlands schrijfster en dichteres
- 1942 - Bobby Rydell, Amerikaans zanger en entertainer (overleden 2022)
- 1942 - Piet Heijn Schoute, Nederlands politicus (overleden 2015)
- 1943 - Dominik Duka, Tsjechisch geestelijke
- 1943 - Bill Gosper, Amerikaans wiskundige en hacker
- 1943 - Tom Jones, Amerikaans autocoureur (overleden 2015)
- 1943 - Ramon Norden, Surinaams dammer (overleden 2022)
- 1943 - Tony Swinnen, Belgisch medicus (overleden 2011)
- 1943 - Gary Wright, Amerikaans musicus (overleden 2023)
- 1943 - Peter Zumthor, Zwitsers architect
- 1944 - José Dolhem, Frans autocoureur (overleden 1988)
- 1944 - Amien Rais, Indonesisch politicus
- 1945 - Richard Armitage, Amerikaans politicus (overleden 2025)
- 1945 - Mike Finnigan, Amerikaans muzikant (overleden 2021)
- 1945 - Séamus Kirk, Iers politicus
- 1945 - Jorge Serrano Elías, Guatemalteeks politicus
- 1945 - Mat Vestjens, Nederlands politicus
- 1946 - Henry Chakava, Keniaans uitgever (overleden 2024)
- 1946 - Ralph Coates, Engels voetballer (overleden 2010)
- 1946 - Orlando Mercado, Filipijns journalist, politicus en diplomaat
- 1946 - Vilhjálmur Þ. Vilhjálmsson, IJslands jurist en politicus
- 1946 - John Wilkin, Amerikaans songwriter, zanger en sessiemuzikant
- 1947 - Michiel Boersma, Nederlands topfunctionaris
- 1947 - David Byrne, Iers politicus
- 1947 - Warren Clarke, Brits acteur (overleden 2014)
- 1947 - Ron McLarty, Amerikaans acteur en auteur (overleden 2020)
- 1947 - Guus Verstraete jr., Nederlands regisseur (overleden 2017)
- 1948 - Ronaldo Miranda, Braziliaans componist en muziekpedagoog
- 1948 - Roberta Taylor, Engels actrice en auteur
- 1949 - Carlos Bianchi, Argentijns voetballer en voetbaltrainer
- 1949 - Fernando Ferretti, Braziliaans voetballer (overleden 2011)
- 1949 - Johan van Oeveren, Nederlands dirigent en organist
- 1949 - Dominic Sena, Amerikaans filmregisseur
- 1950 - Sture Bergwall, Zweed die ten onrechte werd veroordeeld
- 1950 - Piotr Szulkin, Pools filmregisseur, acteur en schrijver (overleden 2018)
- 1951 - Arne Jansen, Nederlands zanger (overleden 2007)
- 1952 - Anita Ušacka, Lets hoogleraar en rechter
- 1953 - Brian Binnie, Amerikaans testpiloot en ruimtevaarder (overleden 2022)
- 1953 - Edgar Burgos, Surinaams-Nederlands zanger
- 1953 - Vlado Kalember, Kroatisch zanger
- 1953 - Nancy Lenehan, Amerikaans actrice
- 1954 - José Brisart, Belgisch politicus (overleden 2015)
- 1954 - Mayra Verheyen, Nederlands schrijfster
- 1955 - Ulrika Knape, Zweeds schoonspringster
- 1955 - Titus Nolte, Nederlands beeldend kunstenaar
- 1955 - Frieda Van Themsche, Belgisch politica (overleden 2023)
- 1956 - Mansour Bahrami, Iraans tennisser
- 1956 - John Berends, Nederlands politicus
- 1956 - Bert Swart, Nederlands politicus (overleden 2017)
- 1956 - Achmed Zakajev, Tsjetsjeens politicus
- 1957 - Jos Hachmang, Nederlands kunstenaar
- 1957 - Judith Ten Bosch, Nederlands schilderes en illustratrice
- 1958 - Johnny Dumfries, Schots autocoureur en edelman (overleden 2021)
- 1958 - Giancarlo Esposito, Italiaans-Amerikaans acteur, filmproducent en filmregisseur
- 1958 - Maria Ana Madrigal, Filipijns politicus
- 1958 - Margriet Vroomans, Nederlands nieuws-presentatrice
- 1959 - Klaas Knillis Hofstra, Nederlands dichter, regisseur en presentator
- 1960 - Frans van Houten, Nederlands bestuurder en topfunctionaris
- 1960 - Jan Jambon, Belgisch zakenman en politicus
- 1960 - Allan Peiper, Australisch wielrenner en ploegleider
- 1960 - Roger Taylor, Brits drummer
- 1961 - Joan Chen, Chinees-Amerikaans actrice
- 1961 - Erna Sassen, Nederlands actrice, kinderboekenschrijfster, theatermaakster en radiopresentatrice
- 1961 - Eddy Stevens, Belgisch atleet
- 1962 - Matteo Messina Denaro (Diabolik), Italiaans maffiabaas (overleden 2023)
- 1962 - Antonia Parvanova, Bulgaars politica
- 1962 - Erik Van Looy, Belgisch filmmaker en presentator
- 1963 - Daphne de Bruin, Nederlands regisseuse, schrijfster en actrice
- 1963 - Jet Li, Chinees vechtsporter en acteur
- 1963 - Jeroen Melkert, Nederlands beeldhouwer
- 1963 - Denniz PoP, Zweeds dj, tekstschrijver en producer (overleden 1998)
- 1963 - Daan Schalck, Belgisch ondernemer en politicus
- 1963 - Theo Spek, Nederlands hoogleraar
- 1963 - Ilse Starkenburg, Nederlands dichteres en schrijfster (overleden 2019)
- 1964 - Cedric the Entertainer, Amerikaans acteur en komiek
- 1964 - Jan Lecker, Nederlands voetballer
- 1964 - Arthur Umbgrove, Nederlands schrijver en cabaretier
- 1965 - Susannah Harker, Brits film-, theater- en televisieactrice
- 1965 - Kevin James, Amerikaans komiek en acteur
- 1966 - Tom Goovaerts, Belgisch cartoonist en illustrator
- 1966 - Andrea Temesvári, Hongaars tennisster
- 1967 - Annick Christiaens, Belgisch actrice
- 1967 - Marianne Jean-Baptiste, Engels actrice
- 1967 - Glenn Jacobs, Amerikaans worstelaar
- 1967 - Tanja Jadnanansing, Nederlands politica
- 1968 - Curtis Jones, Amerikaans dj/producer
- 1968 - Edwin Duim, Nederlands voetballer
- 1969 - Nic Henning, Zuid-Afrikaans golfer
- 1969 - Kenan Raven, Nederlands acteur
- 1969 - Jurryt van de Vooren, Nederlands sporthistoricus
- 1970 - Eva-Maria Westbroek, Nederlands sopraan
- 1971 - Edgar Dikan, diplomaat en politicus
- 1971 - Giorgia Todrani, Italiaans zangeres
- 1971 - Christian Wallumrød, Noors componist en jazzpianist
- 1972 - Andreas Elsholz, Duits acteur
- 1972 - Nikolaj Loeganski, Russisch pianist
- 1972 - Francisco Miguel Narváez Machón, Spaans voetballer
- 1972 - Juanita du Plessis, Zuid-Afrikaans zangeres
- 1973 - Óscar García, Spaans voetballer en voetbalcoach
- 1973 - Andres Gerber, Zwitsers voetballer
- 1973 - Stephanie Graf, Oostenrijks atlete
- 1973 - Reinder Hendriks, Nederlands voetballer
- 1973 - Jules Naudet, Frans documentairemaker
- 1973 - Folke Nauta, Nederlands pianist (overleden 2023)
- 1973 - Txema del Olmo, Spaans wielrenner
- 1974 - Hans Horrevoets, Nederlands zeezeiler en zakenman (overleden 2006)
- 1974 - Louise Karlsson, Zweeds zwemster
- 1974 - Greg Laswell, Amerikaans zanger, geluidstechnicus en muziekproducent
- 1974 - Mariska Kramer-Postma, Nederlands triatlete, duatlete en atlete
- 1974 - James Thompson, Brits autocoureur
- 1975 - Dave de Jong, Nederlands voetballer
- 1975 - Joey Jordison, Amerikaans heavy metal- en rockmuzikant (overleden (2021)
- 1975 - Kristof Konrad, Pools-Amerikaans acteur
- 1975 - Nerina Pallot, Brits zangeres
- 1975 - Sin Byung-ho, Zuid-Koreaans voetballer
- 1975 - Markus Strömbergsson, Zweeds voetbalscheidsrechter
- 1976 - Corinne Ellemeet, Nederlands politica
- 1976 - Arent-Jan Linde, Nederlands acteur
- 1976 - Jose Pasillas, Amerikaans drummer
- 1977 - David Bagan, Schots voetballer
- 1977 - Jason Earles, Amerikaans acteur
- 1977 - Rena Effendi, Azerbeidzjaans fotografe
- 1977 - Hilde Geens, Belgisch presentatrice
- 1977 - Janneke Schopman, Nederlands hockeyster
- 1977 - Tom Welling, Amerikaans acteur, televisieregisseur, televisieproducent en model
- 1977 - Raphael Wicky, Zwitsers voetballer
- 1978 - Elson Becerra, Colombiaans voetballer (overleden 2006)
- 1978 - Markus Hipfl, Oostenrijks tennisser
- 1978 - Stana Katic, Canadees actrice
- 1978 - Tyler Labine, Canadees acteur
- 1978 - Andrés Mendoza, Peruviaans voetballer
- 1978 - Pablo Schreiber, Canadees/Amerikaans acteur
- 1978 - Charles Wegelius, Brits wielrenner
- 1979 - Arijan van Bavel, Nederlands acteur en zanger
- 1979 - Marianna Longa, Italiaans langlaufster
- 1979 - Sara Thunebro, Zweeds voetbalspeelster
- 1979 - Janne Wirman, Fins toetsenist
- 1980 - Jordana Brewster, Amerikaans filmactrice
- 1980 - Beatrice Lundmark, Zwitsers atlete
- 1980 - Channing Tatum, Amerikaans acteur
- 1981 - Matthieu Delpierre, Frans voetballer
- 1981 - Caro Emerald, Nederlands zangeres
- 1981 - Jacek Morajko, Pools wielrenner
- 1981 - Ms. Dynamite, Brits hiphopzangeres en rapster
- 1981 - Sandra Schmitt, Duits freestyleskiester (overleden 2000)
- 1981 - Georg Streitberger, Oostenrijks alpineskiër
- 1982 - Amazing Red, Amerikaans professioneel worstelaar
- 1982 - Clodomiro Carranza, Argentijns golfer
- 1982 - Steffen Ernemann, Deens voetballer
- 1982 - J.B. Holmes, Amerikaans golfer
- 1982 - Lloyd Mondory, Frans wielrenner
- 1982 - Leandro Tatu, Braziliaans voetballer
- 1982 - Novlene Williams-Mills, Jamaicaans atlete
- 1983 - Buck, Amerikaanse televisiehond (overleden 1996)
- 1983 - Jérôme Colinet, Belgisch voetballer
- 1983 - Annita van Doorn, Nederlands shorttrackster
- 1983 - José María López, Argentijns autocoureur
- 1983 - Jessica Lynch, Amerikaans soldate en krijgsgevangene
- 1983 - Djamal Mahamat, Libisch voetballer
- 1984 - Lars Burmeister, Duits model
- 1984 - Alessia Padalino, Nederlands hockeyster
- 1984 - Petrina Price, Australisch atlete
- 1984 - Perrig Quéméneur, Frans wielrenner
- 1984 - Jesse Schotman, Nederlands voetballer
- 1985 - Ida Ingemarsdotter, Zweeds langlaufster
- 1985 - John Isner, Amerikaans tennisser
- 1985 - Anduele Pryor, Nederlands voetballer
- 1985 - Kenny Thompson, Belgisch voetballer
- 1986 - Braden Gellenthien, Amerikaans boogschutter
- 1986 - Vladimir Isajtsjev, Russisch wielrenner
- 1986 - Ernest Webnje Nfor, Kameroens voetbalspeler
- 1986 - Zita Pels, Nederlands politica (GroenLinks)
- 1986 - Lior Refaelov, Israëlisch voetballer
- 1986 - Joelia Zaripova, Russisch atlete
- 1987 - Jorge Andújar Moreno, Spaans voetballer
- 1987 - Shoko Fujimura, Japans langebaanschaatsster
- 1987 - Jarmila Gajdošová, Slowaaks tennisspeelster
- 1987 - Anneleen Lenaerts, Belgisch harpiste
- 1987 - Yondi Schmidt, Nederlands baanwielrenner
- 1988 - Iason Abramasjvili, Georgisch alpineskiër
- 1988 - Suzaan van Biljon, Zuid-Afrikaans zwemster
- 1988 - Romain Girouille, Frans handboogschutter
- 1988 - Christian Kubusch, Duits zwemmer
- 1988 - Hamid Oualich, Frans atleet
- 1988 - Óscar Trejo, Argentijns voetballer
- 1989 - Lindsey De Grande, Belgisch atlete
- 1989 - Aarón Ñíguez, Spaans voetballer
- 1990 - Luciano Bacheta, Brits autocoureur
- 1990 - Jonathan dos Santos, Mexicaans voetballer
- 1990 - Jordi van Gelderen, Nederlands voetballer
- 1990 - Giel de Winter, Nederlands presentator en (online) programmamaker
- 1991 - Yves Kayiba Angani, Congolees voetballer
- 1991 - Jørgen Gråbak, Noors noordse combinatieskiër
- 1991 - Benjamin Lecomte, Frans voetballer
- 1992 - Marko Meerits, Estisch voetballer
- 1993 - Brad McKay, Schots voetballer
- 1993 - Young Ellens, Nederlands rapper
- 1993 - Jennifer Falk, Zweeds voetbalster
- 1994 - Daniil Kvjat, Russisch autocoureur
- 1994 - Odisseas Vlachodimos, Duits-Grieks voetbaldoelman
- 1994 - Zoe Smith, Brits gewichthefster
- 1995 - Rémi Walter, Frans voetballer
- 1996 - Theoson Siebatcheu, Amerikaans-Frans voetballer
- 1997 - Calvin Verdonk, Nederlands voetballer
- 1997 - Amber Midthunder, Amerikaans actrice
- 1998 - Maartje Keuning, Nederlands waterpolospeler
- 2000 - Timi Zajc, Sloveens schansspringer
- 2001 - Tristen Newton, Amerikaans basketballer
- 2004 - Elmar Abma, Nederlands wielrenner

## Overleden

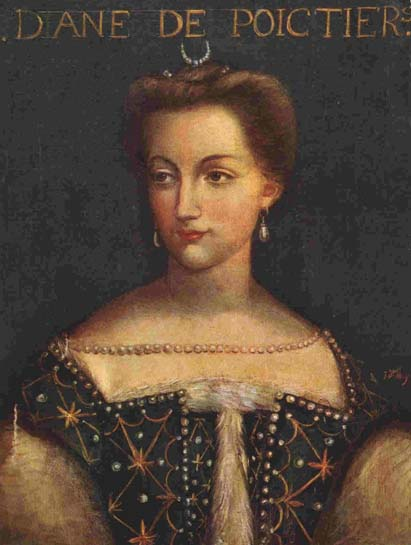
Diana van Poitiers
overleden in 1566

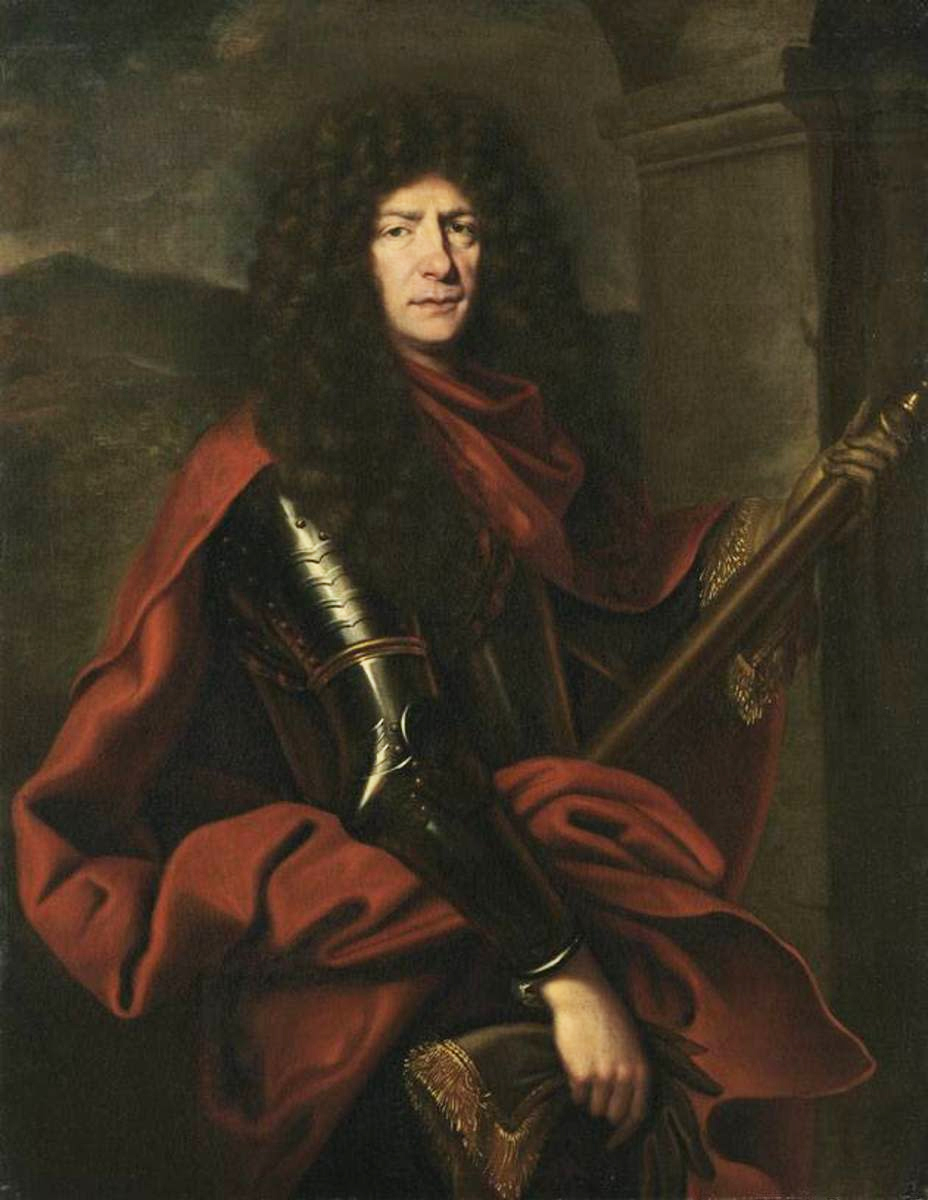
Christiaan II van Palts-Birkenfeld-Bischweiler
overleden in 1717

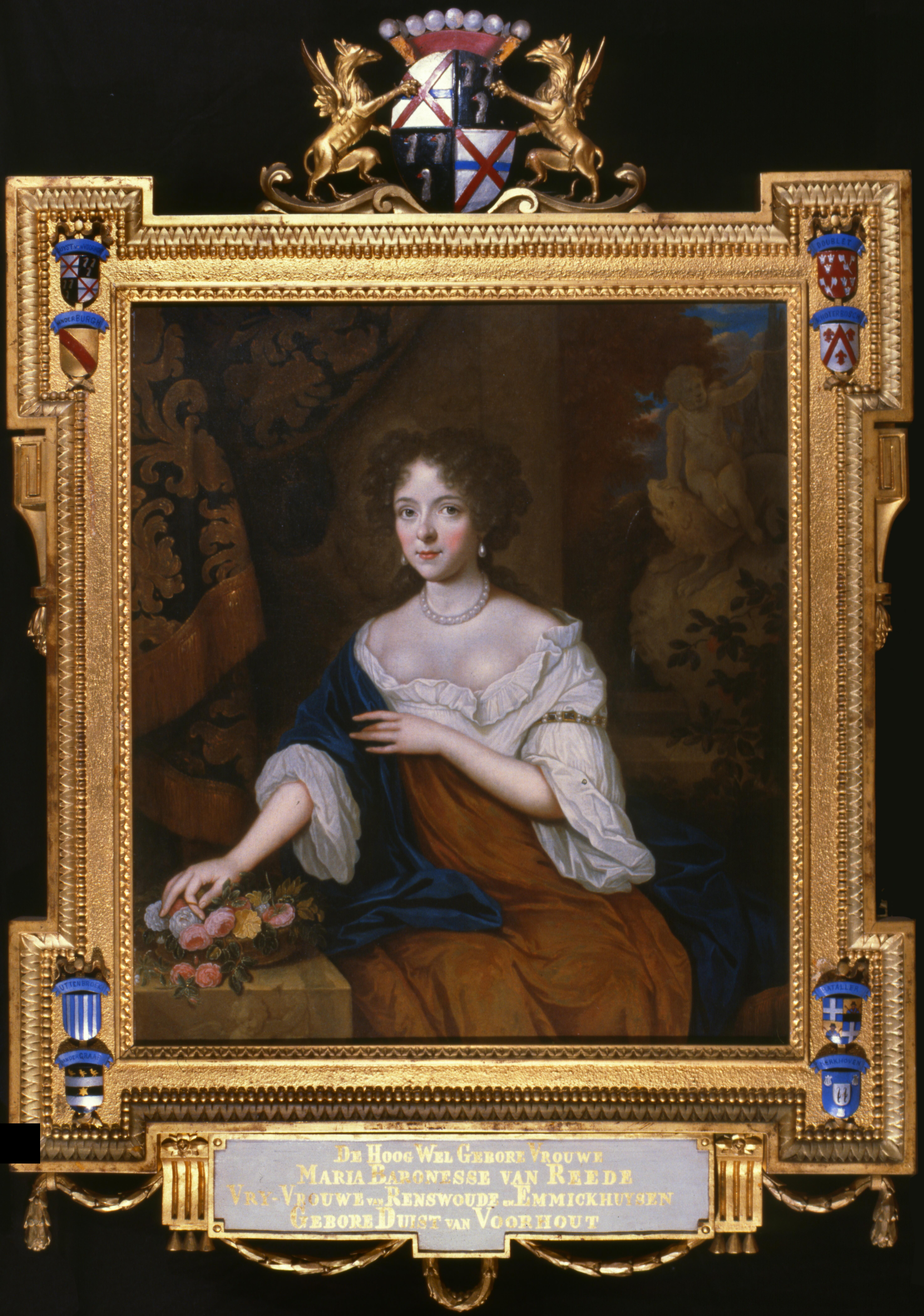
Maria Duyst van Voorhout
overleden in 1754

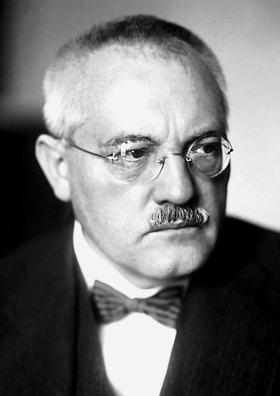
Carl Bosch
overleden in 1940

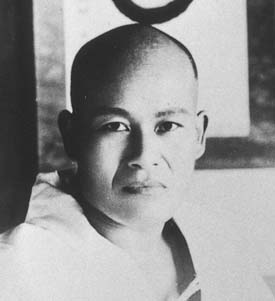
Morihei Ueshiba
overleden in 1969

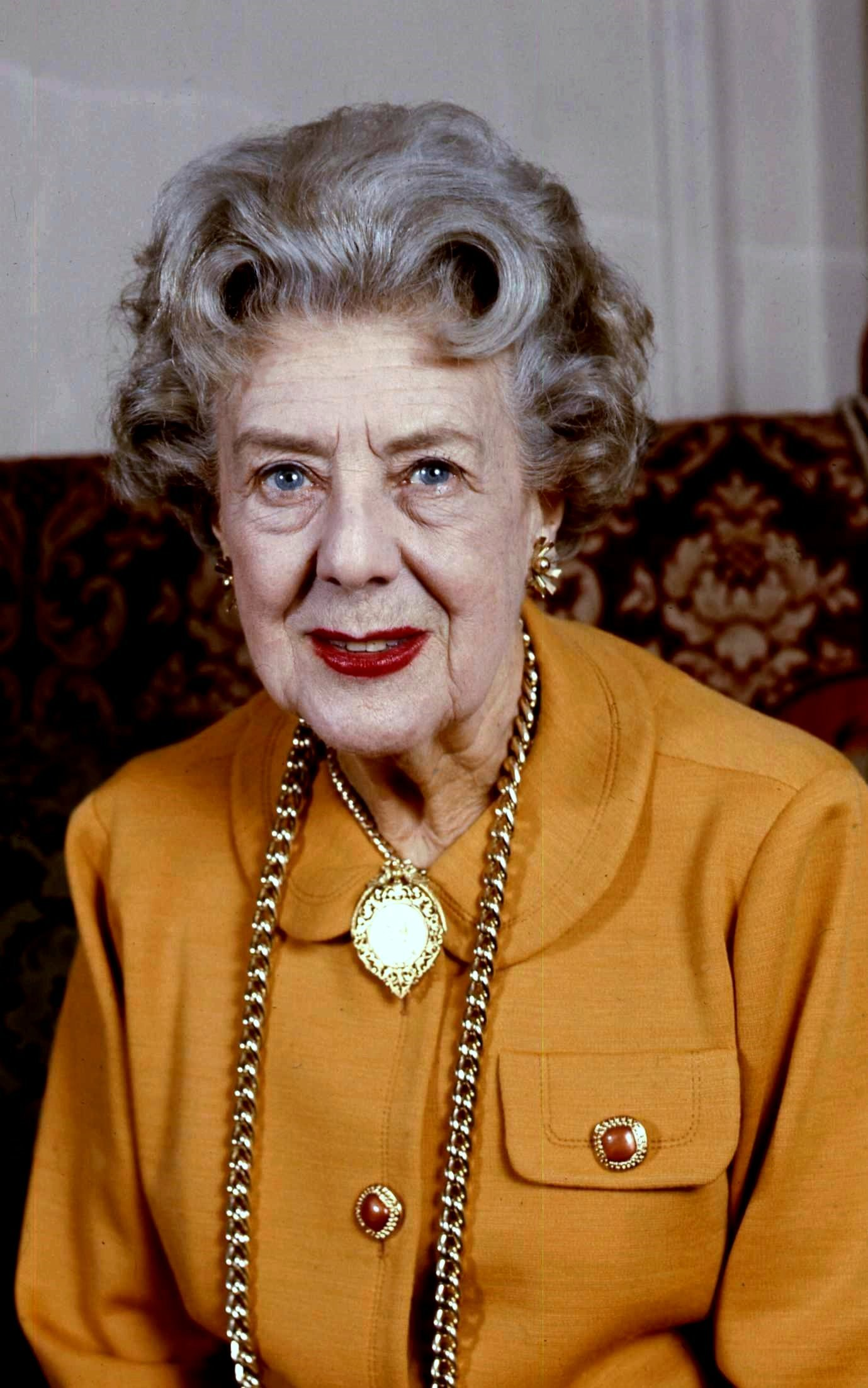
Cicely Courtneidge
overleden in 1980

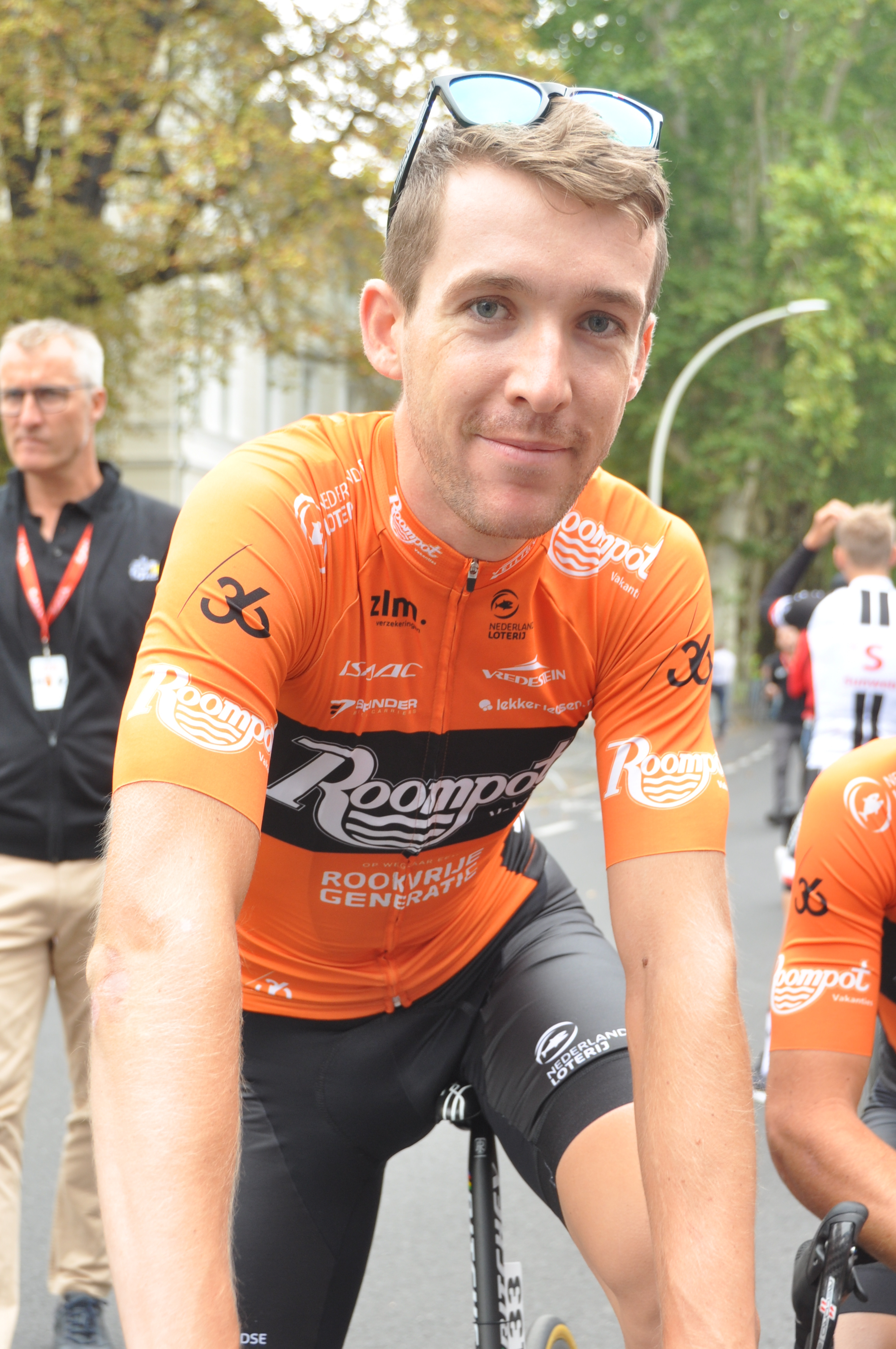
Robbert de Greef
overleden in 2019

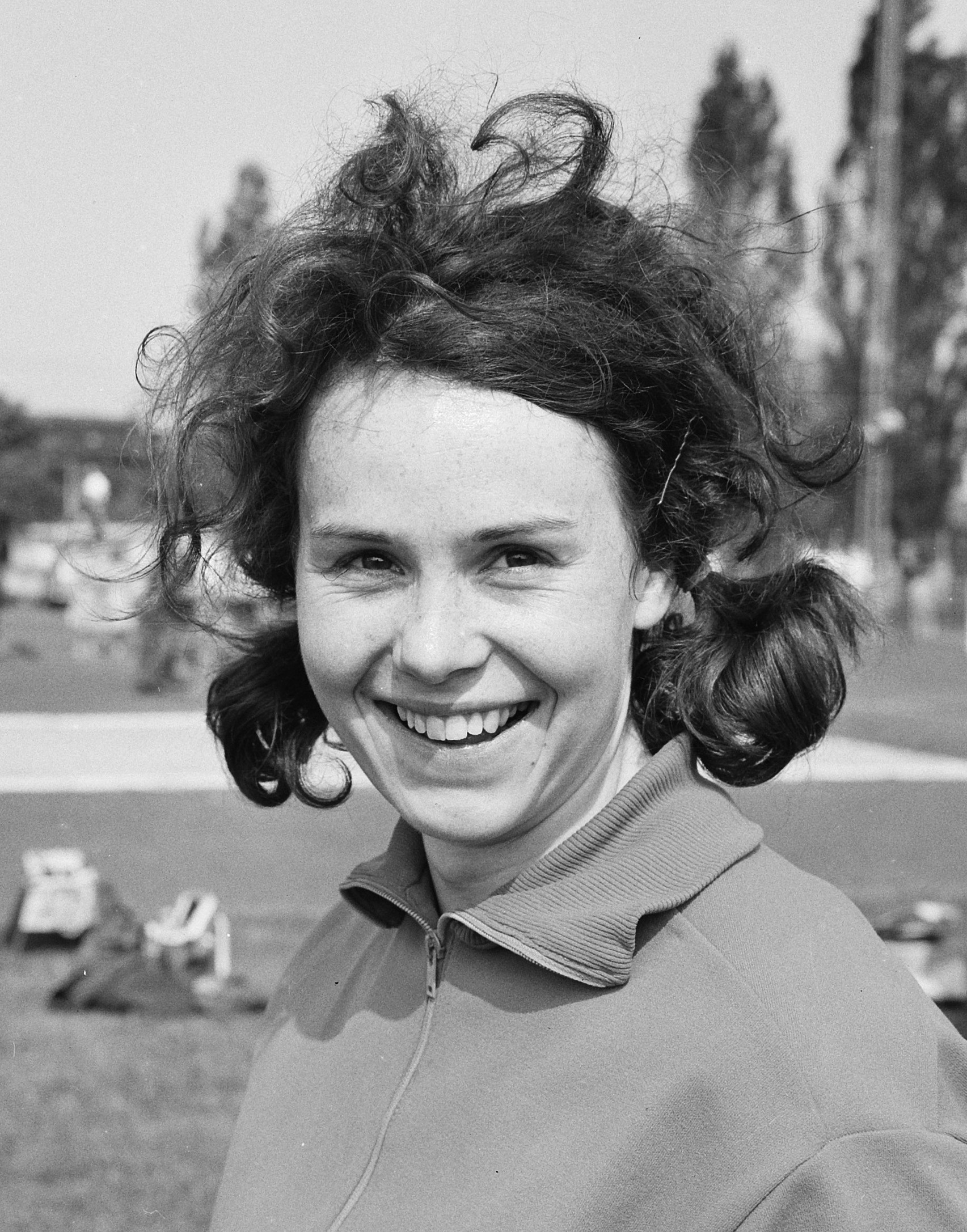
Lia Hinten
overleden in 2021

- 757 - Paus Stefanus II (III) (±42), Siciliaans paus
- 962 - Adalbero I van Metz (±50), bisschop van Metz
- 1196 - Alfons II van Aragón (±39), Koning van Aragón
- 1247, 1248, 1249 of 1250 - Hendrik II van Nassau (~70), graaf van Nassau
- 1357 - Cunigonde van Polen (±13), dochter van koning Casimir III van Polen
- 1358 - Blanche van Frankrijk (±45), vierde dochter van Filips V de Lange
- 1395 - Catharina van Bohemen (52), Aartshertogin-gemalin van Oostenrijk
- 1486 - Simonetta Vespucci (~23), edelvrouw en schildersmuze
- 1478 - Giuliano di Piero de’ Medici (25), medebestuurder van Florence en slachtoffer van de Pazzi-samenzwering
- 1489 - Ashikaga Yoshihisa (22), shogun van het Ashikaga-shogunaat
- 1521 - Jan van Horne (±61), heer van Baucigny en Lokeren
- 1566 - Diana van Poitiers (66), gravin van Saint-Vallier
- 1637 - Dirk de Graeff (36), Nederlands regent
- 1655 - Ernst Casimir van Nassau-Weilburg (47), graaf van Nassau-Weilburg
- 1681 - Charles Howard (70), Engels edelman
- 1686 - Magnus Gabriel De la Gardie (63), Zweeds edelman, rijkskanselier en militair
- 1695 - Johanna Dorothea van Anhalt-Dessau (83), prinses van Anhalt-Dessau
- 1705 - Hendrick van Baerle (61), Nederlands directeur van de Sociëteit van Suriname
- 1717 - Samuel Bellamy (28), Engels piraat en avonturier
- 1717 - Christiaan II van Palts-Birkenfeld-Bischweiler (79), paltsgraaf van Birkenfeld-Bischweiler
- 1726 - Jeremy Collier (75), Engels geestelijke en toneelcriticus
- 1748 - Muhammad Shah (45), keizer van het Mogolrijk
- 1754 - Maria Duyst van Voorhout (92), Nederlands filantroop
- 1760 - Abraham van Suchtelen (50), Nederlands VOC-bestuurder
- 1776 - Wilhelmina Louisa van Hessen-Darmstadt (20), eerste echtgenote van tsaar Paul I van Rusland
- 1815 - Carsten Niebuhr (82), Duits wiskundige, cartograaf en ontdekkingsreiziger
- 1826 - Lucia Migliaccio (55), tweede vrouw van Koning Ferdinand I der Beide Siciliën
- 1835 - Henry Kater (58), Brits natuurkundige en uitvinder
- 1839 - Arnold Borret (87), Nederlands geestelijke
- 1846 - Charles Alexandre de Liedekerke Beaufort (81), Belgisch senator
- 1848 - Louis-Auguste Ollevier (62), Belgisch politicus
- 1862 - Camille De Smet (60), Belgisch politicus
- 1864 - Augusta Ferdinande van Oostenrijk (41), prinses van Toscane en aartshertogin van Oostenrijk
- 1865 - John Wilkes Booth (26), Amerikaans acteur en moordenaar van president Abraham Lincoln
- 1875 - Pieter Boeles (80), Nederlands predikant en taalkundige
- 1879 - Édouard-Léon Scott de Martinville (62), Frans uitvinder van de fonograaf
- 1883 - Napoleon Orda (76), Wit-Russisch/Pools muzikant, pianist, componist en artiest
- 1892 - Jacob Moolenburgh (64), Nederlands bestuurder
- 1899 - Dragotin Kette (23), Sloveens dichter
- 1902 - Lazarus Fuchs (68), Duits wiskundige
- 1905 - Henri Knip (86), Nederlands kunstschilder
- 1907 - Josef Hellmesberger jr. (52), Oostenrijks componist, muziekpedagoog en violist
- 1910 - Bjørnstjerne Bjørnson (77), Noors schrijver, journalist en politicus
- 1911 - Pedro Paterno (54), Filipijns revolutionair, schrijver en politicus
- 1914 - Eduard Suess (82), Oostenrijks geoloog en politicus
- 1917 - James Weale (85), Brits-Belgisch kunsthistoricus
- 1918 - Richard Kandt (50), Duits arts en ontdekkingsreiziger
- 1918 - Émile de Marcère (90), Frans politicus
- 1920 - Srinivasa Aaiyangar Ramanujan (32), Indisch wiskundige
- 1927 - Henk Eikema (44), Nederlands burgemeester
- 1929 - Michaël Michajlovitsj van Rusland (67), grootvorst van Rusland
- 1931 - Josse Allard (62), Belgisch bankier en filantroop
- 1931 - George Herbert Mead (68), Amerikaans socioloog, filosoof en psycholoog
- 1932 - Hart Crane (32), Amerikaans dichter
- 1934 - Konstantin Vaginov (35), Russisch schrijver en dichter
- 1938 - Pieter Vincent van Stein Callenfels (54), Nederlands archeoloog en historicus
- 1939 - Conrad Carel Käyser (62), Nederlands militair en ontdekkingsreiziger
- 1940 - Carl Bosch (65), Duits scheikundige en ingenieur
- 1943 - Alastair van Connaught en Strathearn (38), Brits militair, lid van de Britse koninklijke familie
- 1944 - Wiebe Hindrik Bosgra (82), Nederlands onderwijzer, locoburgemeester en wethouder
- 1944 - Bruno Lüdke (36), Duits seriemoordenaar
- 1945 - Sigmund Rascher (36), Duits nazi-arts
- 1945 - Pavlo Skoropadsky (71), Oekraïens politicus
- 1951 - Bernard F. Eilers (73), Nederlands fotograaf en lithograaf
- 1951 - Arnold Sommerfeld (82), Duits natuurkundige
- 1952 - Felix Vercruyssen (59), Belgisch geestelijke, kanunnik en priester-leraar
- 1956 - Edward Arnold (66), Amerikaans acteur
- 1957 - Gichin Funakoshi (88), Japans grondlegger van Shotokan karate
- 1957 - Max Marchand (68), Nederlands schaker
- 1958 - Joan Collette (68), Nederlands kunstenaar
- 1960 - Wander de Haas (82), Nederlands natuurkundige
- 1961 - Hari Singh (65), Indiaas heerser
- 1961 - Gustav Ucicky (61), Oostenrijks filmregisseur en cameraman
- 1962 - Alexandrine Louise van Denemarken (47), Deens prinses
- 1962 - Fridthjof Kristoffersen (68), Noors componist, pianist
- 1965 - Aaron Avshalomov (70), Russisch componist
- 1966 - Dora Richter (75), Tsjechische transvrouw
- 1968 - John Heartfield (76), Duits kunstenaar
- 1968 - Félix Kir (92), Frans priester, politicus en verzetsstrijder
- 1969 - Morihei Ueshiba (85), Japans grondlegger van aikido
- 1970 - Kamiel Berghmans (64), Belgisch politicus
- 1970 - Johannes Antonius Marie van Buuren (85), Nederlands politicus en minister
- 1970 - Maurice Geldhof (64), Belgisch wielrenner
- 1976 - Carl Benjamin Boyer (70), Amerikaans wiskundige
- 1976 - Andrej Gretsjko (72), Sovjet militair
- 1977 - Pierre van Zuylen (95), Belgisch diplomaat
- 1980 - Honoré Colsen (94), Nederlands politicus en activist
- 1980 - Cicely Courtneidge (87), Brits actrice
- 1981 - Jim Davis (71), Amerikaans acteur
- 1981 - Madge Evans (71), Amerikaans actrice, kindster en model
- 1982 - Menno Hertzberger (84), Nederlands antiquair
- 1982 - Judson Linsley Gressitt (67), Amerikaans entomoloog
- 1982 - Karel August von Thurn und Taxis (83), prins van Thurn und Taxis
- 1984 - Count Basie (79), Amerikaans jazzpianist, organist en bandleider
- 1984 - May McAvoy (84), Amerikaans actrice
- 1986 - Lou van Burg (68), Nederlands-Duits showmaster en entertainer
- 1986 - Broderick Crawford (74), Amerikaans acteur
- 1986 - Cliff Leeman (72), Amerikaans jazz-drummer
- 1986 - Bessie Love (87), Amerikaans actrice
- 1988 - Kees Trimbos (68), Nederlands psychiater en hoogleraar
- 1989 - Lucille Ball (77), Amerikaans actrice en comédienne
- 1989 - Olaf J. de Landell (77), Nederlands schrijver
- 1990 - Henri Maeren (58), Belgisch poppenspeler
- 1990 - Menso Johannes Menso (87), Nederlands atleet
- 1994 - Antonio Brizzi (40), Nederlands misdadiger
- 1994 - Masutatsu Oyama (71), Japans grondlegger van Kyokushinkai karate
- 1995 - Frieda Belinfante (90), Nederlands musicus en verzetsstrijdster
- 1995 - Willi Krakau (83), Duits autocoureur
- 1998 - Juan José Gerardi Conedera (75), Guatemalteeks bisschop en mensenrechtenactivist
- 1999 - Adrian Borland (41), Brits zanger, muzikant en muziekproducent
- 1999 - Bernard Möller (75), Nederlands bisschop van Groningen
- 2001 - Klaasje Eisses-Timmerman (57), Nederlands boerin en politicus
- 2003 - Bernhard Baier (90), Duits waterpolospeler
- 2004 - Kurt Dossin (91), Duits handballer
- 2005 - Mason Adams (86), Amerikaans acteur
- 2005 - Augusto Roa Bastos (87), Paraguayaans schrijver
- 2005 - Maria Schell (79), Oostenrijks actrice
- 2006 - Yuval Ne'eman (80), Israëlisch militair, diplomaat, natuurkundige en politicus
- 2007 - Jack Valenti (85), Amerikaans politicus en lobbyist
- 2008 - Henry Brant (94), Amerikaans componist
- 2009 - Salamo Arouch (92), Grieks-Israëlisch bokser en ondernemer
- 2009 - Macha Béranger (67), Frans radiopersoonlijkheid en actrice
- 2009 - Hans Holzer (89), Oostenrijks-Amerikaans paranormaal onderzoeker en schrijver
- 2009 - Danny Kladis (92), Amerikaans autocoureur
- 2010 - Ljiljana Buttler (65), Joegoslavisch zangeres
- 2010 - Willy Caron (75), Nederlands operazanger
- 2011 - Eugène Berode (80), Belgisch taalkundige
- 2011 - Phoebe Snow (60), Amerikaans zangeres, songwriter en gitarist
- 2012 - Jan Bauwens (84), Belgisch nieuwslezer en journalist
- 2013 - Jacqueline Brookes (82), Amerikaans televisie/theateractrice
- 2013 - Jaap Jansen (74), Nederlands uitgever
- 2013 - George Jones (81), Amerikaans countryzanger
- 2015 - Jayne Meadows (95), Amerikaans actrice
- 2016 - Harry Wu (79), Chinees mensenrechtenactivist
- 2017 - Jonathan Demme (73), Amerikaans filmregisseur, -producer en scenarioschrijver
- 2017 - Dolf Wong Lun Hing (95), Nederlands beeldhouwer en tekenaar
- 2019 - Jimmy Banks (54), Amerikaans voetballer
- 2019 - Robbert de Greef (27), Nederlands wielrenner
- 2020 - Alton "Big Al" Carson (66), Amerikaans blues- en jazzzanger
- 2020 - Gideon Patt (87), Israëlisch politicus
- 2020 - Carlos Regazzoni (76), Argentijns beeldhouwer en schilder
- 2020 - Ray Repp (77), Amerikaans singer-songwriter
- 2020 - Henri Weber (75), Frans politicus
- 2021 - Lia Hinten (78), Nederlands atlete
- 2021 - Vassos Lyssarides (100), Cypriotisch politicus en arts
- 2021 - Tamara Press (83), Sovjet-Russisch/Oekraïens atlete
- 2022 - Klaus Schulze (74), Duits componist en uitvoerder van elektronische muziek
- 2023 - Cees Andriessen (83), Nederlands kunstenaar
- 2023 - Cilia van Dijk (81), Nederlands filmproducente
- 2023 - Pater Poels (93), Nederlands welzijnswerker
- 2024 - Wim Kozijn (83), Nederlands politicus
- 2024 - Frans Moree (86), Nederlands burgemeester
- 2025 - Donato Giuliani (78), Italiaans wielrenner[5]

## Viering/herdenking
- Rooms-katholieke kalender:

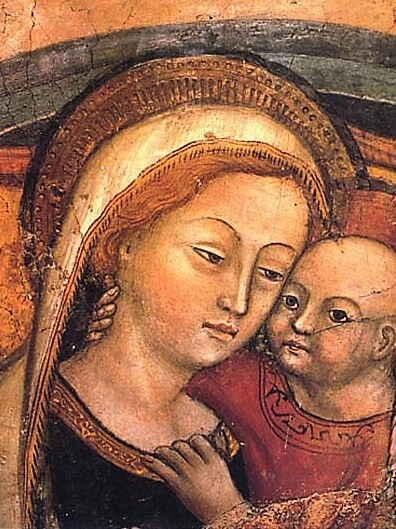
OLV van Goede Raad

  - Onze Lieve Vrouw van Goede Raad, Gedachtenis
  - Heilige Richarius († c. 645)
  - Heilige Paschasius Radbertus († 860)
  - Heilige (Ana)Cletus († c. 89)
  - Heilige Paus Marcellinus († 304)
  - Heilige Trudpert († c. 644)
  - Zalige Alida (van Siena) († 1309)
- Russisch-Orthodoxe kalender:
  - Heilige Stefan van Perm († 1396)
- Nederland - (incidenteel) Koningsdag (indien 27 april op een zondag valt)

## Weerextremen

### Nederland
| | Officiële records | Officiële records | Officiële records |      | Landelijke records | Landelijke records | Landelijke records                                                  |
| Gebeurtenis | Jaar              | Extreem           | Locatie           | Jaar | Extreem            | Locatie            |                                                                     |
| --- | ----------------- | ----------------- | ----------------- | ---- | ------------------ | ------------------ | ------------------------------------------------------------------- |
| Laagste etmaalgemiddelde temperatuur (°C) | 1950              | 2,8               | De Bilt           |      | 1950               | 2,3                | Eelde                                                               |
| Hoogste etmaalgemiddelde temperatuur (°C) | 2007              | 17,9              | De Bilt           |      | 2007               | 20,6               | Arcen                                                               |
| Laagste minimumtemperatuur (°C) | 1971              | −3,3              | De Bilt           |      | 1971               | −4,6               | Twenthe                                                             |
| Hoogste minimumtemperatuur (°C) | 2007              | 11,6              | De Bilt           |      | 2007               | 13,5               | Schiphol                                                            |
| Laagste maximumtemperatuur (°C) | 2016              | 7,7               | De Bilt           |      | 1989               | 4,6                | Maastricht                                                          |
| Hoogste maximumtemperatuur (°C) | 2007              | 25,6              | De Bilt           |      | 2007               | 28,8               | Gilze-Rijen                                                         |
| Hoogste uurgemiddelde windsnelheid (m/s) | 1943              | 15,4              | De Bilt           |      | 1943 2002, 2016    | 19,0               | Vlissingen Hoek van Holland                                         |
| Hoogste windstoot (m/s) | 1958              | 22,6              | De Bilt           |      | 2002 2016          | 25,0               | Hoek van Holland, IJmond Hoek van Holland, Schaar, IJmond, IJmuiden |
| Langste zonneschijnduur (uur) | 1954              | 13,5              | De Bilt           |      | 1976               | 13,7               | Twenthe                                                             |
| Langste neerslagduur (uur) | 1958              | 11,1              | De Bilt           |      | 1981               | 18,9               | Vlissingen                                                          |
| Hoogste etmaalsom van de neerslag (mm) | 1958              | 14,3              | De Bilt           |      | 1992               | 26,3               | Eelde                                                               |
| Laagste etmaalgemiddelde relatieve vochtigheid (%) | 1928              | 41                | De Bilt           |      | 1928               | 41                 | De Bilt, Maastricht                                                 |
| Laagste uurwaarde luchtdruk op zeeniveau (hPa) | 1922              | 982,5             | De Bilt           |      | 1922               | 982,5              | De Bilt                                                             |
| Hoogste uurwaarde luchtdruk op zeeniveau (hPa) | 1948              | 1037,4            | De Bilt           |      | 1948               | 1037,8             | De Kooy                                                             |
| Officiële records worden altijd gemeten op het KNMI-weerstation in De Bilt. Landelijke records kunnen worden gemeten op elk officieel KNMI-weerstation in Nederland. |                   |                   |                   |      |                    |                    |                                                                     |

Uitzonderlijke gebeurtenissen
- 1915 - Eerste officiële zachte dag van het jaar (maximumtemperatuur ≥ 15 °C in De Bilt)
- 1924 - Eerste officiële warme dag van het jaar (maximumtemperatuur ≥ 20 °C in De Bilt)
- 2008 - Eerste officiële warme dag van het jaar (maximumtemperatuur ≥ 20 °C in De Bilt)

### België
Dagrecords
- 1857 - Laagste etmaalgemiddelde temperatuur 1,8 °C
- 2007 - Hoogste etmaalgemiddelde temperatuur 20,1 °C
- 1873 - Laagste minimumtemperatuur −1,6 °C
- 2007 - Hoogste maximumtemperatuur 27,5 °C
- 1961 - Hoogste etmaalsom van de neerslag 18 mm

Uitzonderlijke gebeurtenissen
- 1919 - Een tornado veroorzaakt schade in Lanquesaint (Aat)
- 1983 - Schade in de streek rond Dessel vanwege overvloedige regenval. Er valt 58,8 mm in 24 uur tijd
- 1985 - Op verschillende plaatsen in het land sneeuwt het

<< · 1 · 2 · 3 · 4 · 5 · 6 · 7 · 8 · 9 · 10 · 11 · 12 · 13 · 14 · 15 · 16 · 17 · 18 · 19 · 20 · 21 · 22 · 23 · 24 · 25 · 26 · 27 · 28 · 29 · 30 · >>